# 条約改正

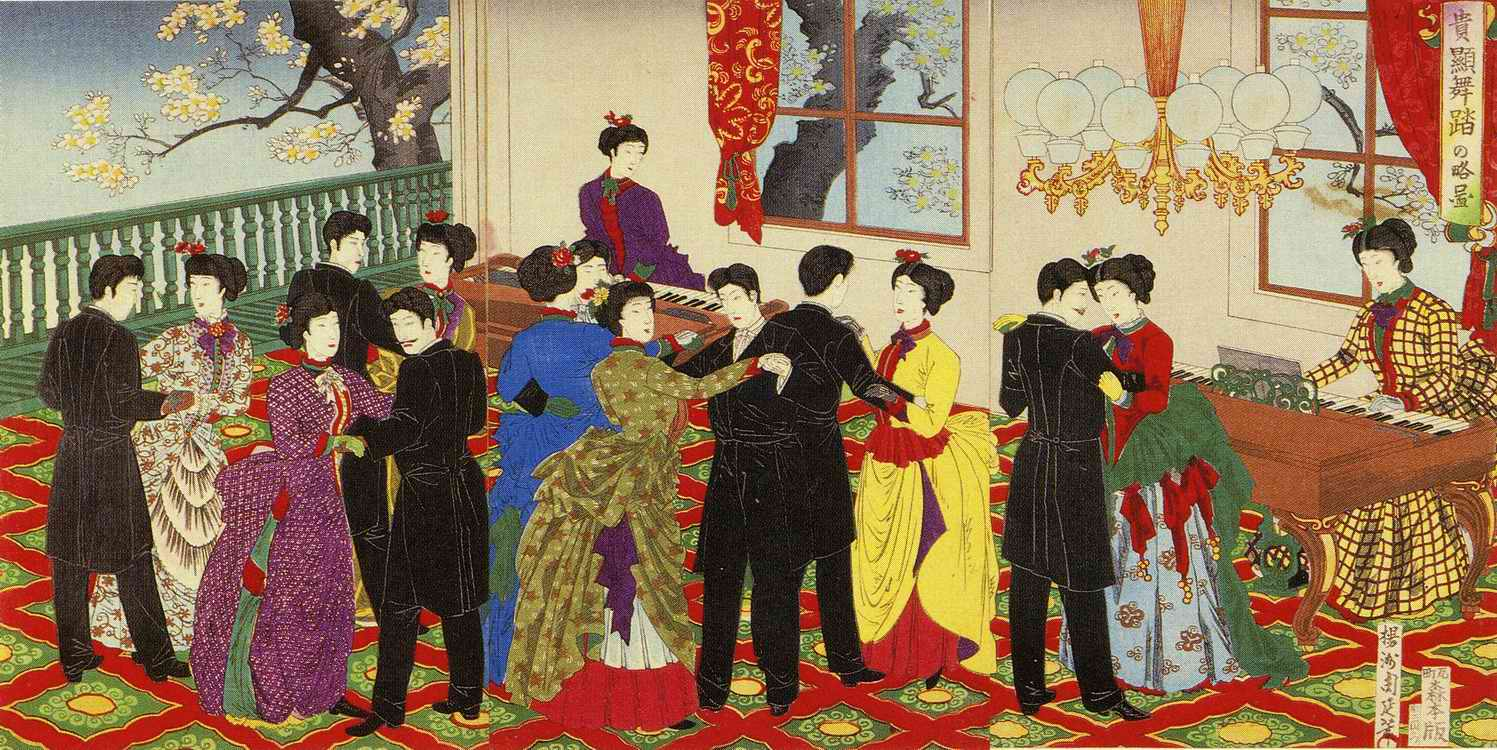
鹿鳴館での舞踏会のようすを描いた錦絵「貴顕舞踏の略図」（楊洲周延画）

日本史における条約改正（じょうやくかいせい、英語: Treaty Revision）とは、江戸時代末期の安政年間から明治初年にかけて日本と欧米諸国との間で結ばれた不平等条約を対等なものに改正すること。また、そのために行った明治政府の外交交渉の経過とその成果をさす。

## 条約システムの形成とアジア

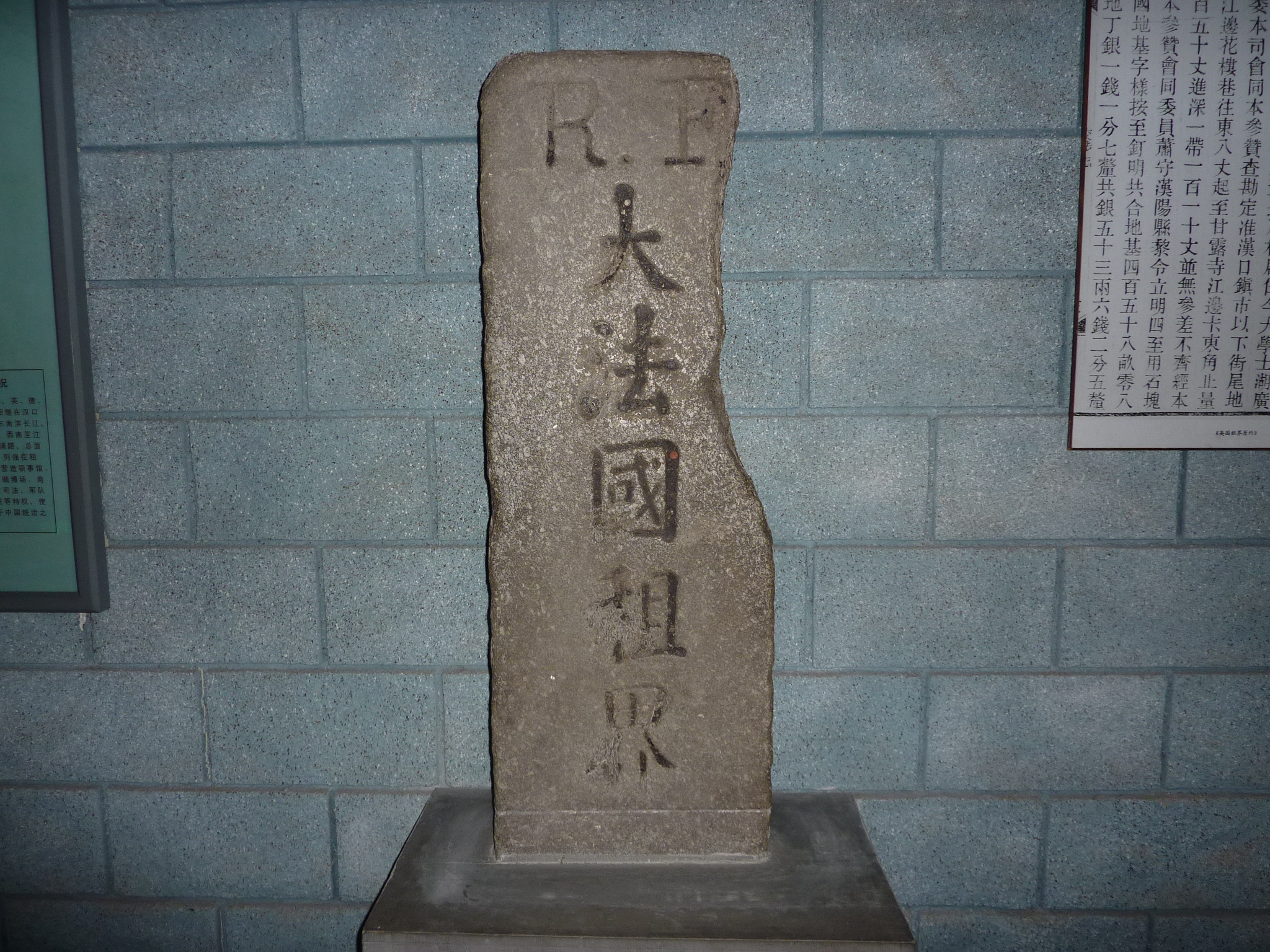
中国の漢口（現武漢）にあったフランス租界の石碑

西ヨーロッパ諸国は、18世紀から19世紀にかけて西欧内の主権国家間の政治的・経済的な摩擦や対立を回避するため、互いに外交使節を派遣し、国家主権の独立や主権対等などを原則とする友好通商条約を結び、アメリカ合衆国の独立後はそれを新大陸にも押しひろげた。19世紀に入って、西欧各国が社会的状況や文化・伝統の異なるトルコ帝国やペルシア、中国、シャム、日本などアジアの国々との接触を深めると、武力を背景にしてこれらの国々に強制的に「開国」を認めさせ、みずからの条約システムに編入していった。
その場合、その国に住む欧米人が犯罪を犯したとき条約相手国の国法に服さずともよいこととし、外交官ではあっても本来は裁判官ではない領事や領事館職員が本国の法によって裁判することを可能にした。また、相互に貿易される商品の関税を当該国が自由に決定する権利を認めず、すべて外交交渉の結果むすばれた協定によることとし、さらに、西欧のある国が当該国との条約で得た権利は、自動的に他の欧米の国にも適用されてその恩恵が均霑されるという規定（片務的最恵国待遇）が設けられることが多く、これらの点でいずれも不平等な性格をもつものであった（不平等条約）。
なお、以上のうち、関税に関しては強者による弱者の収奪以外の何物でもなかったが、領事裁判権については、少なくとも先進国側の論理からすれば彼我の風俗・習慣の違い、法律・刑罰・裁判の内容やそれらに対する考え方・姿勢の相違、また、監獄内の生活環境や治安状態の低劣さなどから居留民を保護するために必要と主張されるものであった。

## 不平等条約の締結

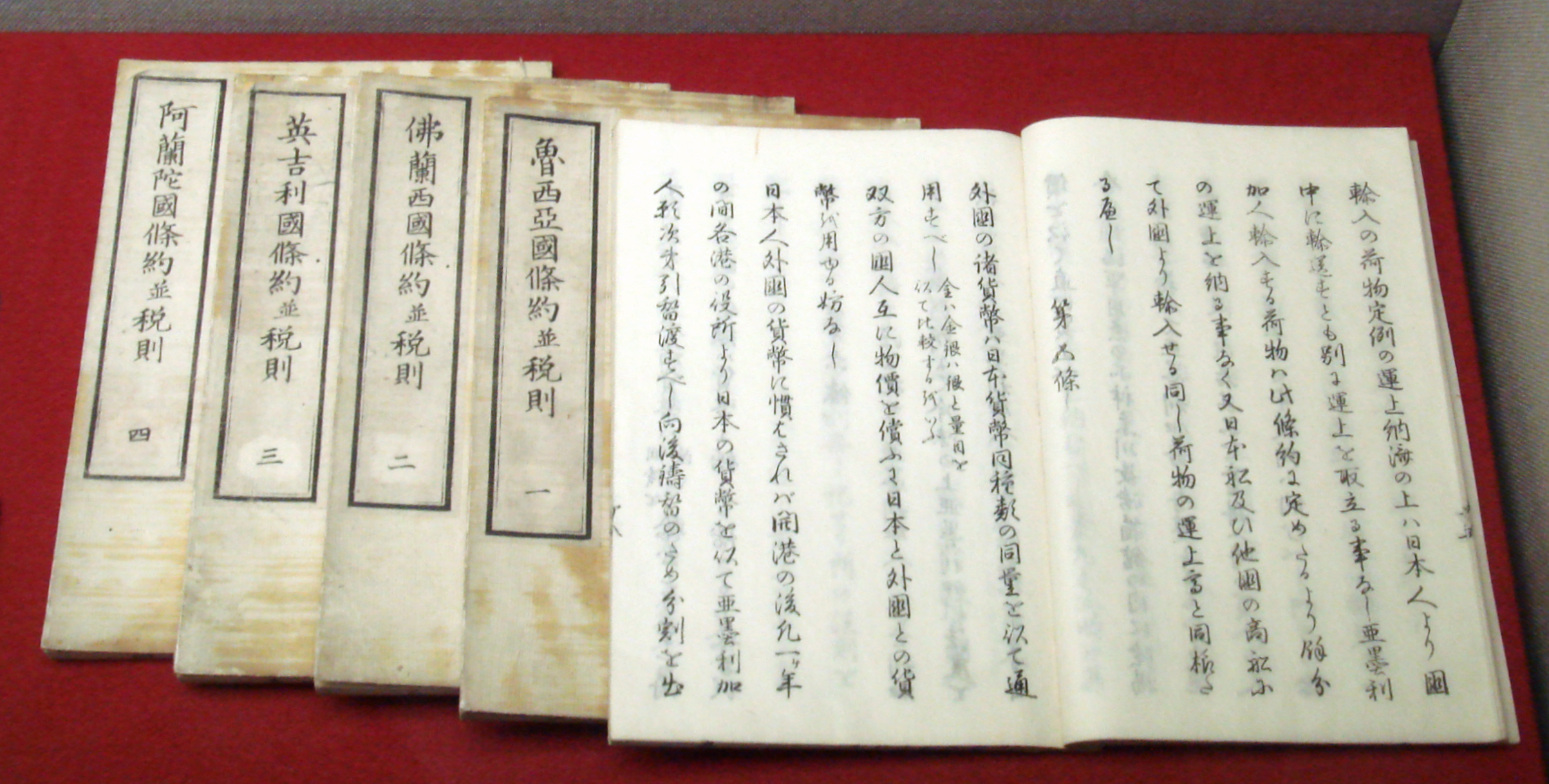
安政五カ国条約

江戸幕府が安政5年（1858年）にアメリカ、ロシア、オランダ、イギリス、フランスと結んだ通商条約（安政五カ国条約）は、
1. 外国に領事裁判権を認め、外国人犯罪に日本の法律や裁判が適用されないこと（治外法権）。
2. 日本に関税自主権（輸入品にかかる関税を自由にきめる権限）がなく、外国との協定税率にしばられていること。
3. 無条件かつ片務的な最恵国待遇条款を承認したこと。

などの諸点で日本側に不利な不平等条約であった。2.については、特に慶応2年（1866年）、列強が弱体化した幕府に圧力をかけて結ばせた改税約書の調印以降は、それまでの従価税から従量税方式に改められ、関税率5パーセントの低率に固定された状態となったため、安価な外国商品が大量に日本市場に流入して貿易不均衡を生んだ。
1878年（明治11年）、駐英公使の上野景範がイギリス政府に指摘したところによれば、日本の関税は一律5パーセントであるのに対し、「自由貿易の旗手」を自任し、欧米諸国のなかで最も関税が低く抑えられているはずのイギリスでさえ、その対日輸入関税率は、無税品を含めても平均10パーセントを超えていた。その結果、日本の歳入に占める関税収入はわずか4パーセントにとどまったのに対し、イギリスのそれは26パーセントにおよんだ。また、明治時代の法学者で政治家でもある小野梓の推計によれば、各国の歳入の中心にしめる関税額の比率は、イギリス22.1パーセント、アメリカ53.7パーセント、ドイツ55.5パーセントであるのに対し、日本は3.1パーセントにすぎなかった。さらに、明治・大正期に政治家・ジャーナリストとして活躍した島田三郎によれば、日本は一律5パーセントの関税を外国なみの11パーセントに引き上げることができれば、醤油税（年120万円の国家歳入）、車税（同64万円）、菓子税（同62万円）、売薬税（同45万円）など、主として農民がその大部分を負担した重い間接税を全廃できたという。

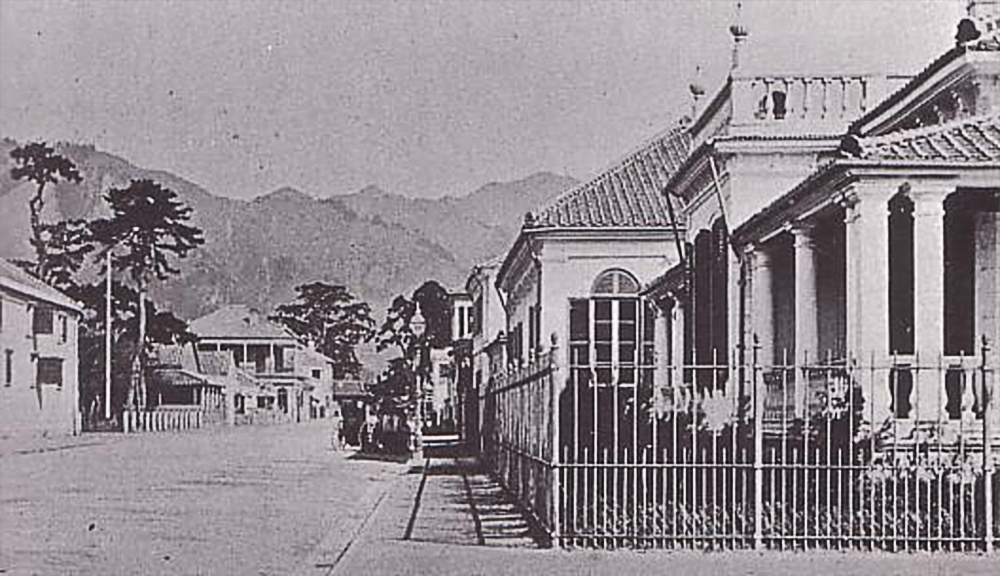
明治初年の神戸外国人居留地

日本は、国内在住の欧米人に対して主権がおよばず、外国人居留地制度が設けられ、自国産業を充分に保護することもできず、また関税収入によって国庫を潤すこともできなかった。輸入品は低関税で日本に流入するのに対し、日本品の輸出は開港場に居留する外国商人の手によっておこなわれ、外国商人は日本の法律の外にありながら日本の貿易を左右することができたのであり、そのうえ、こうした不平等な条項を撤廃するためには一国との交渉だけではなく、最恵国待遇を承認した他の国々すべての同意を必要としたのであった。
財政難の政府は輸出品にも関税をかけたので、国内産業の発展にも大きなブレーキがかかった。日本は、関税自主権を有しないところから生じる損失を、のちに朝鮮（日清戦争後は清国も）との不平等条約の締結やダンピング輸出で回収しようとした。
外国人居留地は、安政条約で開港場とされた5港（箱館、横浜、長崎、新潟、神戸）および開市場となった2市（江戸の築地、大坂の川口）に設けられ、幕府（のち政府）当局と外国の公使・領事の協議によって地域選定や拡張がなされ、日本側の負担で整地し、道路・水道などの公共財を整備することとなっていた。居留地では、領事裁判権が認められ、外国人を日本の国内法で裁くことができず、また、日本人が居留地に入るには幕府（政府）の官吏でも通行印が必要であった。その一方、外国人も行動範囲が「遊歩規定」によって制限されており、一般の外国人が日本国内を自由に旅行することは禁止され、外国人が遊歩区域（居留地外で外国人が自由に行動できた区域）のさらに外に出るには、学問研究目的や療養目的に限られ、その場合も内地旅行免状が必要であった。居留地の外国人が居留地外で商取引をすることは禁じられていたが、その国の領事等を通じて日本当局から土地を借り受け、一定の借地料（地税）を支払うこととなっていた。この借地権は永代借地権と称し、永久の権利とされ、他者に売買したり譲渡することが可能であった。

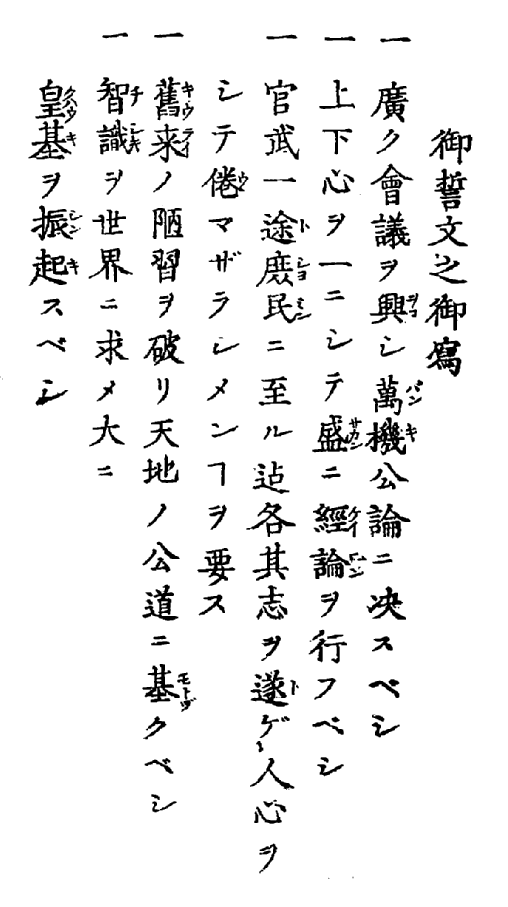
「開国和親」の方針を誓った五箇条の誓文

不平等条約の締結は、金の流出やインフレーションによる経済の混乱を引き起こすこととなり（幕末の通貨問題）、尊皇攘夷運動の激化とそれにつづく討幕運動を招いたが、実際のところ幕末期にあって問題視されたのは不平等性そのものというよりは、むしろ日米修好通商条約をはじめとする五カ国条約が朝廷の許しを得ない無勅許条約だった点にあった（これは江戸幕府はその成立期に禁中並公家諸法度により朝廷を統制し政治権力を剥奪しており、単独で条約を締結しても問題がなかったにもかかわらず、幕末に至って幕府の権威が揺らいでいたことから条約締結の正当性を担保するため、朝廷の承認を求めたところ、案に相違して朝廷から拒否されたこと、その事実を反幕府勢力に利用され、喧伝されたことに端を発する）。
慶応3年（1867年）の大政奉還と王政復古の大号令によって江戸幕府が倒れ、薩摩藩・長州藩など西南雄藩の下級武士や倒幕派公家などを中心に明治新政府が成立した（明治維新）。慶応4年1月15日（1868年2月8日）、列国公使に「王政復古」と「開国和親」を伝えた新政府は、幕府から外交権を引き継ぎ、詔勅をもって「これまで幕府が諸外国と取り結んだ条約のなかには弊害の無視できないものもあるので改正したい」旨の声明を発した。戊辰戦争のさなかの3月14日、新政府は明治天皇が神々に誓うかたちで五箇条の誓文を明らかにし、公議輿論の尊重と開国和親の方針を宣言した。
戊辰戦争が新政府優勢の戦況で推移し、日本の正統な政権であることがしだいに諸外国に認められるようになると、新政府は、明治元年12月23日（1869年2月4日）に諸外国に対し、旧幕府の結んだ条約は勅許を得ずに締結したものであることを改めて指摘し、将来的な条約改正の必要性について通知した。
いっぽう、明治2年正月に北ドイツ連邦とむすんだ条約では、安政条約にない沿岸貿易の特権を新たにドイツにあたえ、同2年9月14日（1869年10月18日）、オーストリア・ハンガリー帝国を相手に結んだ日墺修好通商航海条約では、それまで各国との条約で日本があたえた利益・特権をすべて詳細かつ明確に規定し、従来解釈揺れのあった条項はすべて列強側に有利に解釈し直された。この条約では、領事裁判権について、従来の条約以上に日本側に不利な内容が規定に盛りこまれたが、これらは、いずれも五カ国条約中の片務的最恵国待遇の規定によって他の欧米列強にも自動的に適用された。以来、不平等条約の集大成ともいえる日墺修好通商航海条約が条約問題交渉の際の標準条約とされた。これは、条約改正の観点からみればむしろ日本側の後退を意味していた。

## 条約改正の経緯
条約改正の概略をまとめると下表のようになる。
| 年                     | 外交責任者                                | 交渉内容                               | 経過と結果 | 関連事項 |
| ---------------------- | ----------------------------------------- | -------------------------------------- | --- | --- |
| 1872 （明治5）         | 岩倉具視 （右大臣）                       | 改正交渉の打診                         | 米欧を巡回、改正交渉失敗。文物や制度を視察して1873年に帰国 | *明治六年政変（1873） |
| 1873 （明治6） 〜1879  | 寺島宗則 （外務卿）                       | 関税自主権の回復                       | 日本の税権を認める「日米関税改定約書」（吉田・エヴァーツ条約）を締結（1878） →イギリス・ドイツが反対 →条約締結が無効となる | *日朝修好条規調印（1876） *ハートレー事件（1877） *ヘスペリア号事件（1879）                                                                |
| 1879 （明治12） 〜1887 | 井上馨 （外務卿・第1次伊藤内閣外相）      | 領事裁判権の撤廃と関税自主権の一部回復 | 条約改正予議会の開催（1882） →条約改正会議の開催（1886） →内地雑居と裁判所への外国人判事任用に対し民権派の反対（→三大事件建白運動へ）・政府部内でも批判（ボアソナード・谷干城ら）、欧化政策に対する国民世論の反感 →交渉中止、井上外相辞任                                            | *鹿鳴館落成（1883） *内閣制度創設（1885） *ノルマントン号事件（1886） *保安条例公布（1887）                                                |
| 1888 （明治21） 〜1889 | 大隈重信 （黒田内閣外相）                 | 領事裁判権の撤廃（各国と個別交渉）     | アメリカと新条約を調印。ドイツ・ロシアとも調印（発効せず） →イギリス誌『タイムズ』が大審院に外国人判事を任用する大隈改正草案を掲載（1889） →日本国内で違憲論おこる →大隈遭難事件（大隈外相が玄洋社前社員の爆弾テロで負傷）、条約改正交渉中止                                         | *日墨修好通商条約調印（1888） *大日本帝国憲法発布（1889） *（大隈遭難事件後の三条暫定内閣において）「「将来外交之政略」起草（1889）        |
| 1890 （明治23） 〜1891 | 青木周蔵 （第1次山縣・第1次松方内閣外相） | 領事裁判権の撤廃と関税自主権の一部回復 | 「青木覚書」の策定 →イギリスと対等交渉開始、イギリス側も対日外交方針を転換（ロシアの南下政策に対抗するため対日関係を重視） →法権回復・税権一部回復にイギリスの同意を確認→1891年のロシア皇太子暗殺未遂事件（大津事件）により青木外相が引責辞任 （榎本外相が引き継ぐものの本格化せず） | *第1回衆議院議員総選挙、帝国議会開設（1890） *裁判所構成法・治罪法・民法・民事訴訟法・商法等公布（1890） *ロシア、シベリア鉄道起工（1891） |
| 1892 （明治25）        | 榎本武揚 （第1次松方内閣外相）            | 領事裁判権の撤廃と関税自主権の一部回復 | 青木改正案を支持し、条約改正交渉を継続するが法典論争の過熱化、品川弥二郎の選挙干渉にともなう議会の紛糾などのため不調に終わる | *第2回衆議院議員総選挙（1892） *金子堅太郎、国際公法会への参加許可を内申、同会に出席する（1892）                                           |
| 1894 （明治27）        | 陸奥宗光 （第2次伊藤内閣外相）            | 領事裁判権の撤廃と関税自主権の一部回復 | 青木元外相を駐英公使として派遣、交渉にあたらせる →日英通商航海条約調印（領事裁判権撤廃・対等の最恵国待遇・関税自主権の一部回復） →他の14か国とも同内容の条約を調印 | *日清戦争（1894-95） *下関条約（1895） |
| 1899 （明治32）        | 青木周蔵 （第2次山縣内閣外相）            | -                                      | 陸奥改正条約（1894年調印）の発効（有効期限は12年間）、内地雑居の開始 | *北清事変（1900） |
| 1911 （明治44）        | 小村壽太郎 （第2次桂内閣外相）            | 関税自主権の完全回復                   | 改正条約満期にともない、関税自主権回復をめざす →新日米通商航海条約調印 →列国とも改正調印（条約改正の最終的決着を達成） | *日露戦争（1904-05） *韓国併合（1910） |

以下、主として外交担当者ごとに節を設け、それぞれの条約改正交渉の中身や経緯、その結果について詳述する。

### 岩倉遣外使節団

岩倉使節団の正副大使5名
左から木戸孝允、山口尚芳、岩倉具視、伊藤博文、大久保利通

明治4年7月（1871年9月）、日本側全権伊達宗城、清国側全権李鴻章の間に結ばれた日清修好条規は対等条約であったが、制限的な領事裁判権を相互に認める規定などを含み日清両国がそれぞれ欧米列強と結んだ不平等条約を互いに承認しあう性格にとどまっていた。
政府は明治4年11月（1871年12月）、右大臣岩倉具視を全権大使、大久保利通、木戸孝允、伊藤博文、山口尚芳を副使とする遣外使節団を米欧に派遣し、相手国の元首に国書を捧呈して聘問（訪問）の礼を修めさせ、海外文明の情況を視察させた。安政の諸条約は明治5年5月26日（1872年7月1日）が協議改定期限となっており、使節団は、その条約改正に関する予備交渉と欧米の文物・諸制度の視察とを目的としていた。

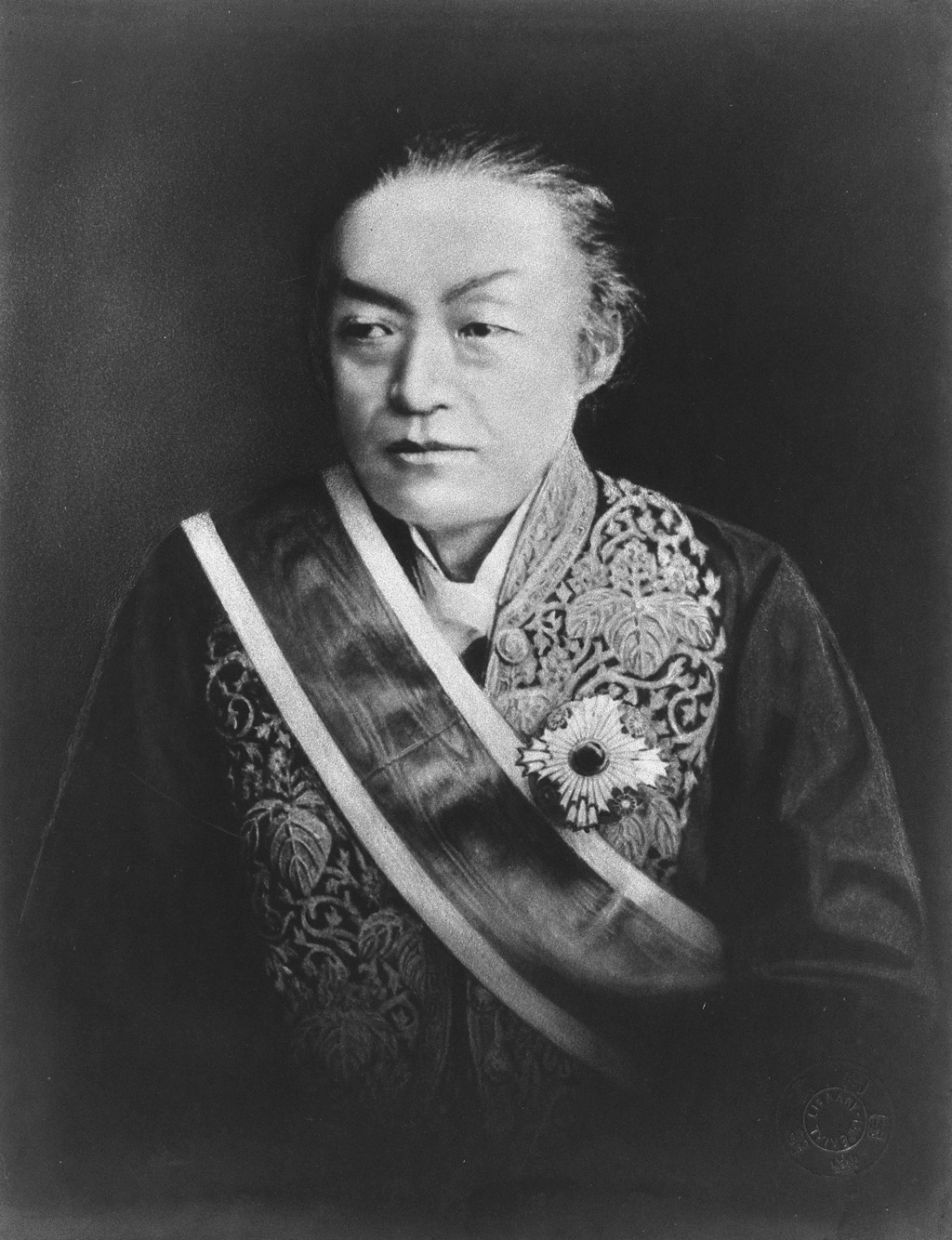
使節団の全権大使岩倉具視

当初、大使一行の渡米の目的は、ユリシーズ・グラント大統領に謁見し、国務省でハミルトン・フィッシュ国務長官と会見して、万国公法（国際法）にもとづく国内法が日本で整備されるまで条約改正交渉開始の延期を要望し、その意向を打診することにあった。当時の日本はまだ廃藩置県を終えたばかりであり、国内体制が十分に整わないうちに改正交渉に臨めば結果的に従前より不利な方向での改訂が進められる可能性も考えられたためであった。また、予備交渉の機会をむしろ活用して、将来の条約改正を念頭におき、政府首脳が外国の諸法制・諸機構についての知見を深めるねらいもあった。ところが、チャールズ・デロング駐日アメリカ公使と駐米日本代表の森有礼代理公使は、合衆国に来てから勢いづいている副使の伊藤博文に対して、条約改正の本交渉に入ることを進言、伊藤もその旨を大使岩倉具視に提案した。デロングは、西部出身の弁護士で、アメリカの中央政界に打って出る機会をうかがっており、駐日英国公使のハリー・パークスとは対日外交上のライバル関係にあった。開化論者であった森は26歳ながら、その率直で積極的な性格によりフィッシュ国務長官にかわいがられ、その知遇もあってワシントンの有力者からの評判もよかったが、外交経験には乏しかった。伊藤は、米国滞在中、ユタ州ソルトレイクシティにおいて条約改正交渉についての意見書をまとめて大使・副使に示して意思統一を図るなど、意欲的であった。
伊藤の提案を聞いた岩倉、大久保利通、木戸孝允らは、本交渉をすすめれば案外うまくいくかもしれないと考えた。もしかしたら、合衆国においては改正調印まで一挙に持ち込めるのではないかと期待したのである。サンフランシスコからワシントンまでの合衆国のいたる所で、朝野にわたって大歓迎を受けて、いささか甘い見通しに傾いた使節団は、フィッシュ国務長官に本交渉の開始を申し出た。しかし、フィッシュは交渉に入るには明治天皇からの委任状がどうしても必要であると答え、使節団一行は、全権大使であることを強調しても頑然と委任状の必要性を訴えたので、大久保と伊藤はやむなく委任状を発行してもらうため急遽東京に立ち戻った。（大久保と伊藤は旧暦2月12日ワシントンを発ち、旧暦3月24日帰国し、旧暦5月17日横浜を発ち、旧暦6月17日ワシントンに着いた。）2人は渋る留守政府にかけあい委任状を求めたが、体面上ようやく発行された委任状には使用不可の条件がつけられた。一方、アメリカに残留した岩倉と木戸に対しては、駐日ドイツ公使のマックス・フォン・ブラントと駐日イギリス代理公使のフランシス・アダムズが片務的最恵国待遇の規定などを持ち出して日米単独交渉を論難した。さらに、英国留学中の尾崎三良は、わざわざアメリカに赴いて岩倉や木戸に条約改正の危険性について意見具申をおこなっている。アメリカとの交渉でも内地雑居や日本の輸出税撤廃を求められた。こうしてアメリカとの本交渉は中止となり、使節団が以後訪れたヨーロッパ諸国との間でも具体的交渉はなされなかった。ただし、一行がイギリスに滞在しているとき、このころ条約改正に一定の進展がみられたといわれるオスマン帝国に対しては一等書記官福地源一郎を派遣し、同国の裁判制度などを研究させており、これには僧侶島地黙雷が同行した。
岩倉一行は欧米近代国家の政治や産業の発展状況を視察したのち明治6年（1873年）9月13日に帰国した。帰国後の会議では、留守政府の首脳であった西郷隆盛や板垣退助らが朝鮮の開国問題解決のためには武力行使もあえて辞さないという強硬論（征韓論）を唱えたのに対し、海外事情を実見した大久保や木戸らは内治優先論を唱えて反対、征韓論は否決された。そのため、西郷・板垣・江藤新平・副島種臣ら征韓派の参議がそろって辞職し、いっせいに下野している（明治六年政変）。
以上、岩倉使節団の交渉は不首尾に終わったものの、この前後には、明治政府は旧幕府がアメリカに与えた江戸・横浜間の鉄道敷設権、プロイセン（北ドイツ連邦）に与えた北海道亀田郡七重村（現在の渡島総合振興局七飯町）約300万坪の99年間の租借権（ガルトネル開墾条約事件）、また、長崎県高島炭鉱の鉱山利権の回収には成功しており、1875年（明治8年）1月には英仏両国軍側から横浜駐屯軍撤退を申し出ている。

### 寺島宗則の交渉と吉田・エヴァーツ条約

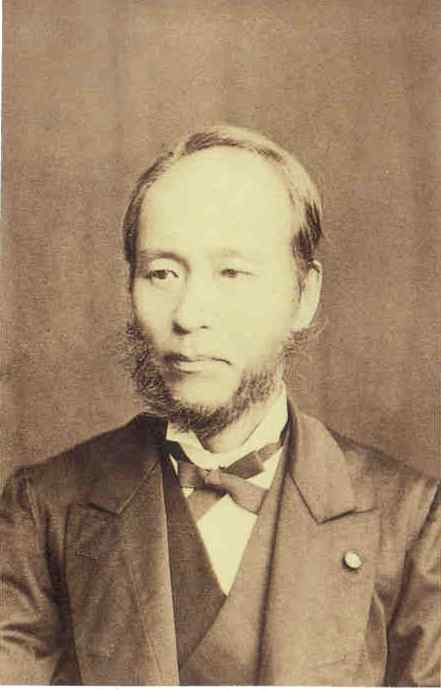
第4代外務卿寺島宗則

1875年（明治8年）11月10日、外務卿の寺島宗則は、条約改正交渉開始を太政大臣であった三条実美に上申し、1876年（明治9年）には交渉を開始して外国からの輸入を減らすことを主目的として関税自主権回復を目指した。これは、大蔵省租税頭の松方正義による強い要望もあって、税権回復によって西南戦争後の財政難を解消する一方、殖産興業を推進し、国内産業の保護を通じて政府の歳入増加を図る見地から特に優先すべき課題とみられたからであった。同じころ地租改正反対一揆も各地で頻発しており、歳入に占める地租依存度を軽減することは、緊急の課題だったのである。一方の法権、すなわち領事裁判権の方は、各国がこれに応じることなく、逆にエジプトのムハンマド・アリー朝におけるような混合裁判制度を採用することを示唆したため、政府が同制度を調べた結果、改訂によって特に日本の利益となることはないとして、これを断念した。なお、この年、朝鮮とのあいだに日朝修好条規が結ばれているが、これは日本側に有利で朝鮮に不利な内容の不平等条約であった。
1876年以降、寺島外務卿は、アメリカ合衆国、イギリス、ロシア帝国の対日政策の歩調に乱れが生じた間隙を捉え、税権の回復ならば応じる用意があるというアメリカを相手に単独交渉した。この時期のアメリカは、欧州諸国の帝国主義外交とは一定の距離を置いており、東アジア・太平洋地域におけるヨーロッパ優位の情勢を牽制する意図もあって、英仏両国よりも日本に対し好意的であった。1873年（明治6年）に結ばれた日米郵便条約などは、日本にとっては欧米諸国と結んだ最初の対等条約であった。（8月6日調印、1874年4月18日批准書交換、1875年1月1日施行）
改正事業を実効性あるものとするために、アメリカとばかりではなくヨーロッパ諸国との交渉も同時進行で進める必要を感じた寺島は、1878年（明治11年）2月9日、イギリス公使上野景範、フランス公使鮫島尚信、ドイツ公使青木周蔵、ロシア公使榎本武揚に交渉開始の訓令を発した。5月上旬、鮫島はワダントン（fr）フランス外務大臣と、上野はイギリス外相のソールズベリー侯爵と、青木はフォン・ビューロードイツ外相と、榎本はロシア外務次官ギールスとそれぞれ交渉に入った。英・仏・独・露で条約改正交渉が開始されてまもなく、パリのブルボン宮殿で第2回万国郵便連合大会議が開催され、ヨーロッパの20数カ国が参加、日本も鮫島がサミュエル・ブライアン（駅逓局のお雇い外国人。アメリカ人）とともに会議に出席して1877年6月1日に万国郵便連合条約に調印（6月19日布告）、連合にとってはアジアで初の連合加盟国となり、郵便主権を回復した。
一方アメリカとの交渉は実を結び、1878年（明治11年）7月、駐米公使の吉田清成とアメリカのエヴァーツ国務長官との間で税権回復を含む新条約（吉田・エヴァーツ条約）が成立した（7月25日調印、1879年4月8日批准書交換）。これは、全10か条より成り、アメリカの領事裁判権を日本側が認めるかわりにアメリカは日本の関税自主権を認めるというもので、輸出税の廃止や日本沿海における日本の貿易権の独占なども盛られており、当時の日本としてはほぼ希望通りの内容であった。また、第7条では「互相の理」に基づき、新たに下関港を含む2港を開くことが定められていた。
同条約の成立が翌1879年（明治12年）7月に公表されると、ロシアとイタリアはこれに好意的な姿勢を示したものの、日本との貿易額が諸国中最も多いイギリスは、日本が保護貿易政策を企図しているとして自由貿易の立場からこれを非難し、また、イギリスの頭越しに日米間で秘密裡に改正交渉が進められていたことに不快感を表明して各国共同の連合談判形式の採用を迫った。駐日英国公使のハリー・パークスは、日本がイギリスにとって重要な製品輸出市場と考え、執拗に反対活動を展開した。
鮫島尚信は、ワダントン外務大臣との会談のなかで、近年ヨーロッパにおいては互いに関税税率を国家間で協定しあう通商条約が実施されており、フランスでさえも自由に税則を変更することができないと伝えられており、これを受けて、鮫島・上野・青木らは新協定税率にもとづく通商条約の締結を寺島外務卿に提案し、改正交渉の場をヨーロッパとすべきことを具申した。これは、パークスら日本駐在の外交官の動きを封じることができるうえに、フランスが必ずしもイギリスと同意見ではないとの手応えがあったためである。しかし、寺島は税権の完全回復にこだわり、東京での国別談判の方針を採用、これを押し切って交渉を進めたが難航した。結局、ドイツ・フランス・イタリアがイギリスに同調して、日本の関税自主権回復に反対し、また、法権の優先を求める国内世論の反対もあって条約改正交渉は挫折し、寺島は外務卿を辞職した。
吉田・エヴァーツ条約は、その第10条において、批准に及んでも他の国々がこの規定を認めなければ発効せず、他国も同様の条約を結ぶことが条件となっていたため、結局、効力を発しなかった。アメリカ以外の国も同様の条約を締結しなければ、アメリカ商品のみに高関税がかけられて競争力を失い、通商上著しい被害が予想されるため、アメリカとしてはやむを得ない措置であった。これが、二国間交渉による条約改正の難しさであり、その後も日本は二国間で交渉を進めるか、多国間交渉でいくかで揺れ動くこととなる。

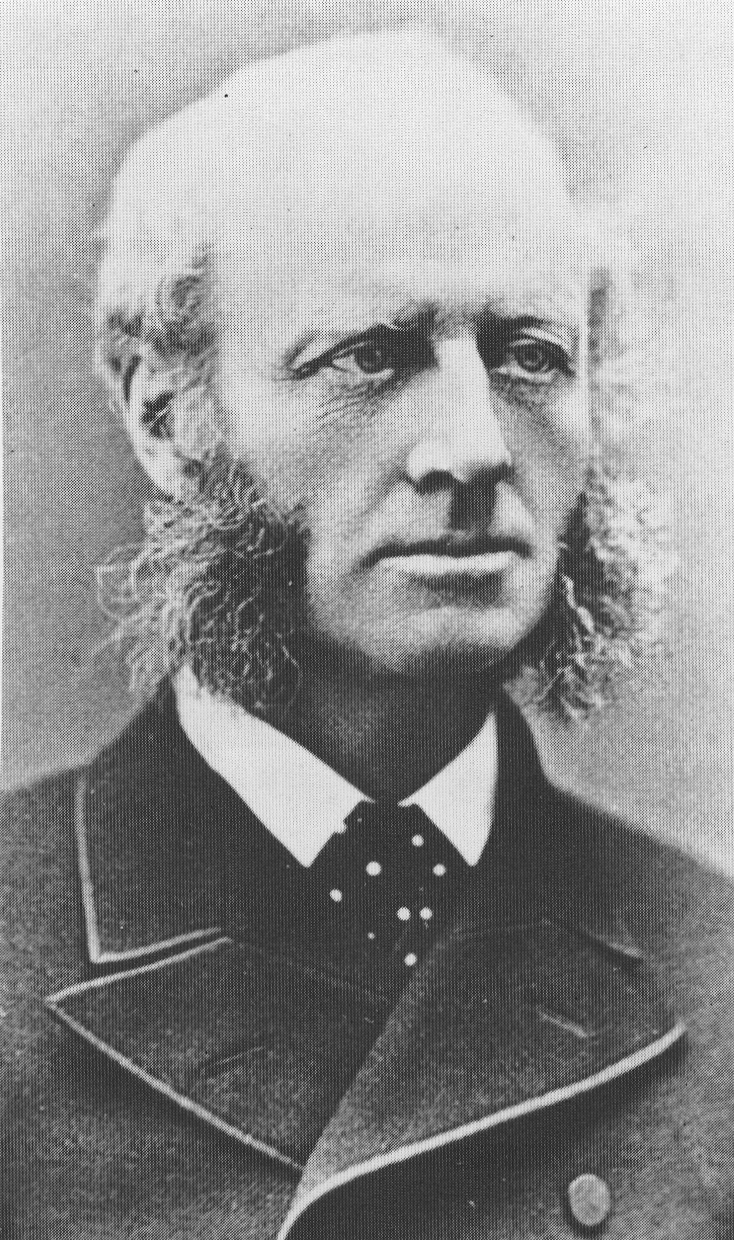
幕末から18年間駐日英国公使を務めたハリー・パークス

これに前後して1877年（明治10年）、イギリス商人ジョン・ハートレーによる生アヘン密輸事件が発覚した。これは修好通商条約付属の貿易章程に違反していたが、翌1878年2月20日、横浜英国領事裁判所は生アヘンを薬用のためであると強弁するハートレーに対し無罪の判決を言い渡した（ハートレー事件）。また、1877年から78年にかけてコレラが流行し、当時はコレラ菌も未発見で特効薬もなかったところから、1878年8月、各国官吏・医師も含めて共同会議で検疫規則を作ったが、駐日英国公使ハリー・パークスは、日本在住イギリス人はこの規則に従う必要なしと主張、翌1879年（明治12年）初夏、コレラは再び清国から九州地方に伝わり、阪神地方など西日本で大流行したことに関連してヘスペリア号事件が起こっている。
ヘスペリア号事件（ドイツ船検疫拒否事件）とは、西日本でのコレラの大流行を受けて、1879年7月、当局がドイツ汽船ヘスペリア号に対し検疫停船仮規則によって検疫を要求したところ、ヘスペリア号はそれを無視して出航、砲艦ウルフの護衛のもと横浜入港を強行した事件である。その結果、横浜・東京はじめ関東地方でもコレラが流行し、コレラによる死者は1879年だけで10万人に達している。
一方、福沢諭吉・馬場辰猪・小野梓らによる民間の条約改正論がいっそう高まり、自由民権運動においても地租軽減などと並んで条約改正による国権回復が叫ばれた。福沢諭吉は、早くも1875年（明治8年）の段階で、『文明論之概略』において「自国の独立」を論じ、人民相互の同権とともに外交上の同権（不平等条約の改正）を論じており、馬場辰猪は1876年（明治9年）10月、英文でみずから著述した『条約改正論』をロンドンで出版している。（1900年1月山本忠礼・明石兵太郎訳『条約改正論』）
日本の知識人の多くがハートレー事件やヘスペリア号事件により、法権の回復がなければ国家の威信も保たれず、国民の安全や生命も守ることのできないことを知るようになった。実際問題として、領事裁判においては、一般の民事訴訟であっても日本側当事者が敗訴した場合、上訴はシャンハイやロンドンなど海外の上級裁判所に対しておこなわなければならず、一般国民にとって司法救済の道は閉ざされていたのも同然であった。開港以来の横浜居留地での生糸を中心とした貿易においても、外国人商人の商品代金踏み倒しなど不正な取引も頻発したが、治外法権によって護られていたこともあって、世論は、経済的不利益の主原因はむしろ治外法権にあると主張し、法権回復を要求しはじめた。
なお、民権運動興隆の状況を目にした参議山縣有朋が、1879年（明治12年）、民心安定のために国会開設が必要であるとの建議を提出したのを契機として、政府は参議全員に意見書の提出を求めたが、それに対し、伊藤博文は条約改正を視野に入れての立憲政体の導入が必要だとの意見書を提出した。国会開設の詔が出されたのは、明治十四年の政変後の1881年（明治14年）10月12日のことであった。

### 井上馨と鹿鳴館外交

#### 予議会の開催と鹿鳴館

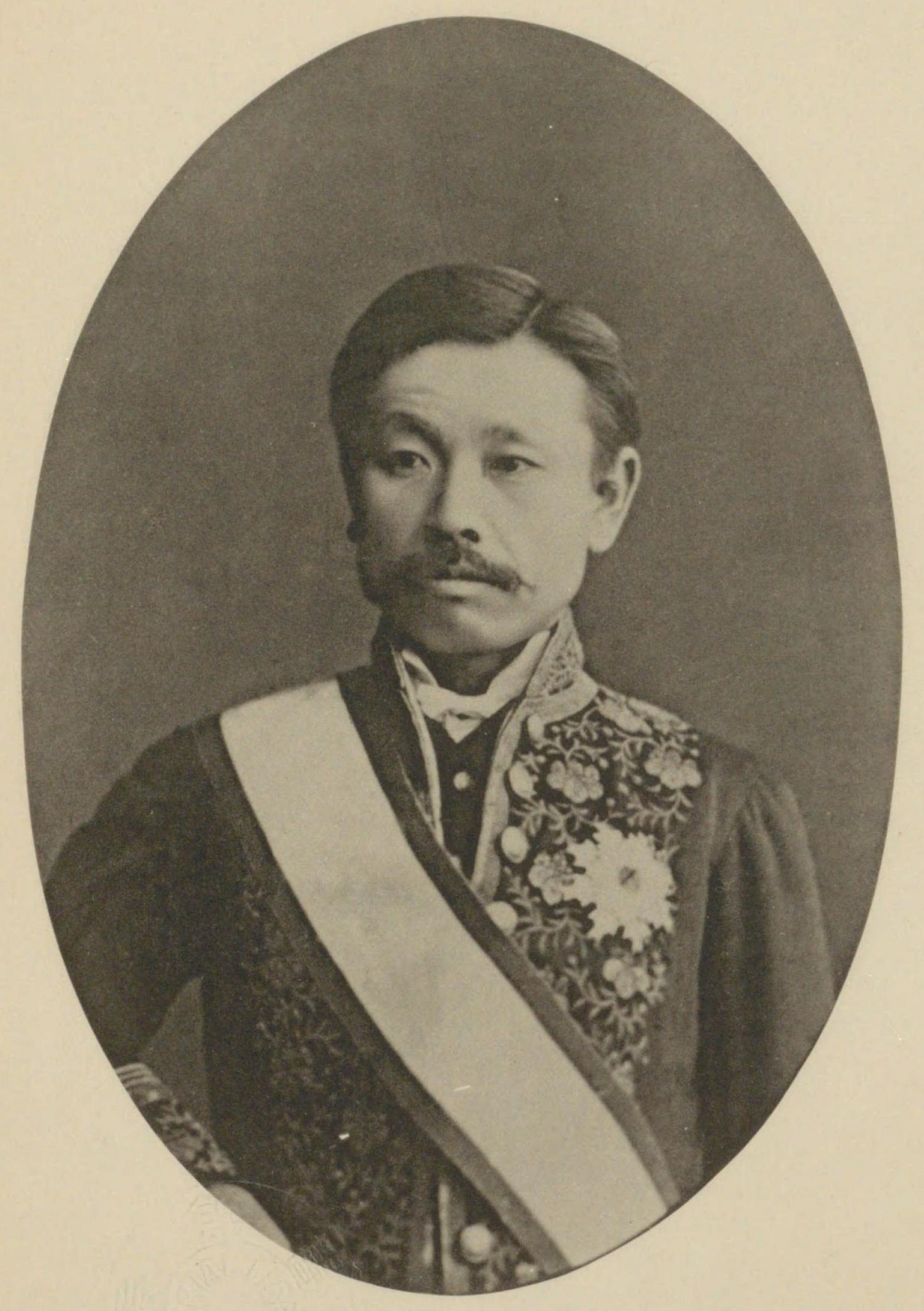
第5代外務卿・初代外務大臣の井上馨（1880年の写真）

寺島の後を受けて参議兼外務卿となった井上馨は、最難関のイギリス公使には上野景範に代えて省内きっての親英派で強硬派でもある森有礼を起用し、法権・税権の部分的回復を盛りこんだ改正案を作って、1879年（明治12年）9月19日、森駐英公使に基本方針を訓令した。同年11月には在欧各国の公使に対し、海関税則改正と開港場における外国人の不当な慣習（日本人を未開人扱いすることなど）の是正、日本の行政規則における軽微な罰則・制裁条項をもつ規則についての外国人への適用などを骨子とした条約改正方針を各国に通知するよう訓令を発した。
1880年（明治13年）3月の官制改革においては、参議と卿は分離されたが、井上外務卿のみは条約改正に携わる関係から、その例外とされた。なお、井上を補佐した最初の外務大輔（次官）は前駐露公使榎本武揚であり、外務少輔には上野景範が任じられ、榎本が海軍卿に転出すると上野が外務大輔に昇格した。また、1880年5月以降は横浜のアメリカ副領事であったヘンリー・デニソンが外務省顧問に採用された。
1880年6月、井上案の骨子を基に修好条約改正案および通商航海条約改正案が準備され、同年7月6日、条約改正会議を日本で開催することをアメリカ・清国を除く各国に通知した。この改正案の内容は駐日オランダ公使からリークされ、7月16日付ジャパン・ヘラルド紙に掲載された。翌1881年（明治14年）2月、井上は条約改正案を関係各国に回付した。当初の列国の態度は日本案は要求のみ多く、それに対する報酬は少ないとして、要求に対する対価や譲与を求める姿勢が強かった。
その後、森有礼駐英公使はイギリス側の対応を探り、双方で交渉の課題と進め方について協議したが、イギリスは関税規則改正に関わる交渉にのみ応じる方針であることが判明した。1881年7月23日、イギリス外相グランヴィル伯は森駐英公使に対し、日本提出の条約改正案による交渉に反対の意を表明、東京での予備会議開催を提案した。これに対し、ドイツは、法権回復の交渉にも応じる構えがあるとの意向を示し、イギリスの方針とは異なる感触を得たが、東京での予備会議開催に対してはイギリスと同意見であり、他の各国もこれに追随した。
井上は各国の要求を容れて、改正の基礎案を審議するための予備会議（条約改正予議会）を開くこととした。12月28日の御前会議での諒承を経て、予備会議は翌1882年（明治15年）1月25日に東京の外務省で第1回がひらかれ、フランス・ドイツ・イギリスなど8か国が参加した。この後、アメリカ合衆国・ベルギーなども加わり、同年7月27日まで計21回開催された。なお、この年の3月3日、伊藤博文は明治天皇に憲法調査のための渡欧を命じられ、同月14日にはヨーロッパに向け出発している。
井上改正案は、「取らんと欲せば、必ず酬うる所なかるべからず」という方針に立ち、日本が関税を引き揚げて税収増加を図ること、日本の行政規則を条件づきで外国人に及ぼすこと、12年後に対等条約の締結を提議する権利を有することなどの代わりに、外国人には土地所有権、営業権、内地雑居権を与えようというものであり、中には、宮城県の野蒜築港後に同港を開き、区域を設けて外国人の雑居を許すという案もあった。これについては、政府部内でも佐々木高行、大木喬任、山田顕義の参議3名が、日本人は失うもの多く、得るところは少ないとして強く反対し、政府上層部の意見が分裂した。そのため、井上は一時は辞任の意向を示すほどであったが、寺島前外務卿が慰留、岩倉具視や山縣有朋らが3参議を取りなして、結局、ひきつづき井上の方針が採用されることとなった。なお、小野梓は、1882年『外交を論ず』を著し、冒頭にトルコの例をひいて、列国共同会議を開くことは列国共同の圧力を受けることにほかならないとして、共同会議を開くべきではないと強く主張した。
井上の改正案は、諸外国からも法権・税権のいずれに対しても批判が相次いだ。これに対し、井上は日本は法典の整備に鋭意取り組んでおり、日本国内の裁判所に外国人判事を任用する用意があると回答、1883年（明治16年）4月5日の第9回予議会では日本の法律に服する外国人には内地開放（内地雑居）を行う旨宣言した。内地開放とは、内地旅行や内地通商に関する制限を撤廃することであり、外国人の土地所有や企業活動の自由を認めることであったが、これは法権の束縛された当時の日本にとって唯一最大の切り札であり、列国が明治初年から繰り返し主張してきたことでもあった。この宣言は、イギリスはじめ列国からは、意外の念を示されながらも歓迎された。6月1日の第13回予議会で井上は、新条約批准5年以内の暫定措置として、領事裁判を認めながらも、その裁判は外交官ではなく外国の法律の専門家によるものとし、また、法律は日本の国内法を適用するという案を提示した。
税率の改正に関しては、日本の要求が自由貿易の理念に反するとの批判をかわすべく、大蔵省で進めていた紙幣整理の償却費400万円の確保が目的であるとして、従来5パーセントであった税率を、奢侈品25パーセント、他の物品15パーセントに引き上げる案を示した。イギリスはこれに反対、増収総額300万円程度となる税率案を提示した。それに対し、ドイツは日本に対して好意的で、結果的には総額360万円の増収額となる税率に定められた。なお、新条約の施行期間としては、裁判については12年、税率については8年と定められた。以上、予備会議での交渉は、新条約の方針の協議に止まるものではあったが、井上の内地開放宣言が功を奏し、日本は一貫して協議の主導者たる立場に立つことができた。

1883年（明治16年）落成当時の鹿鳴館

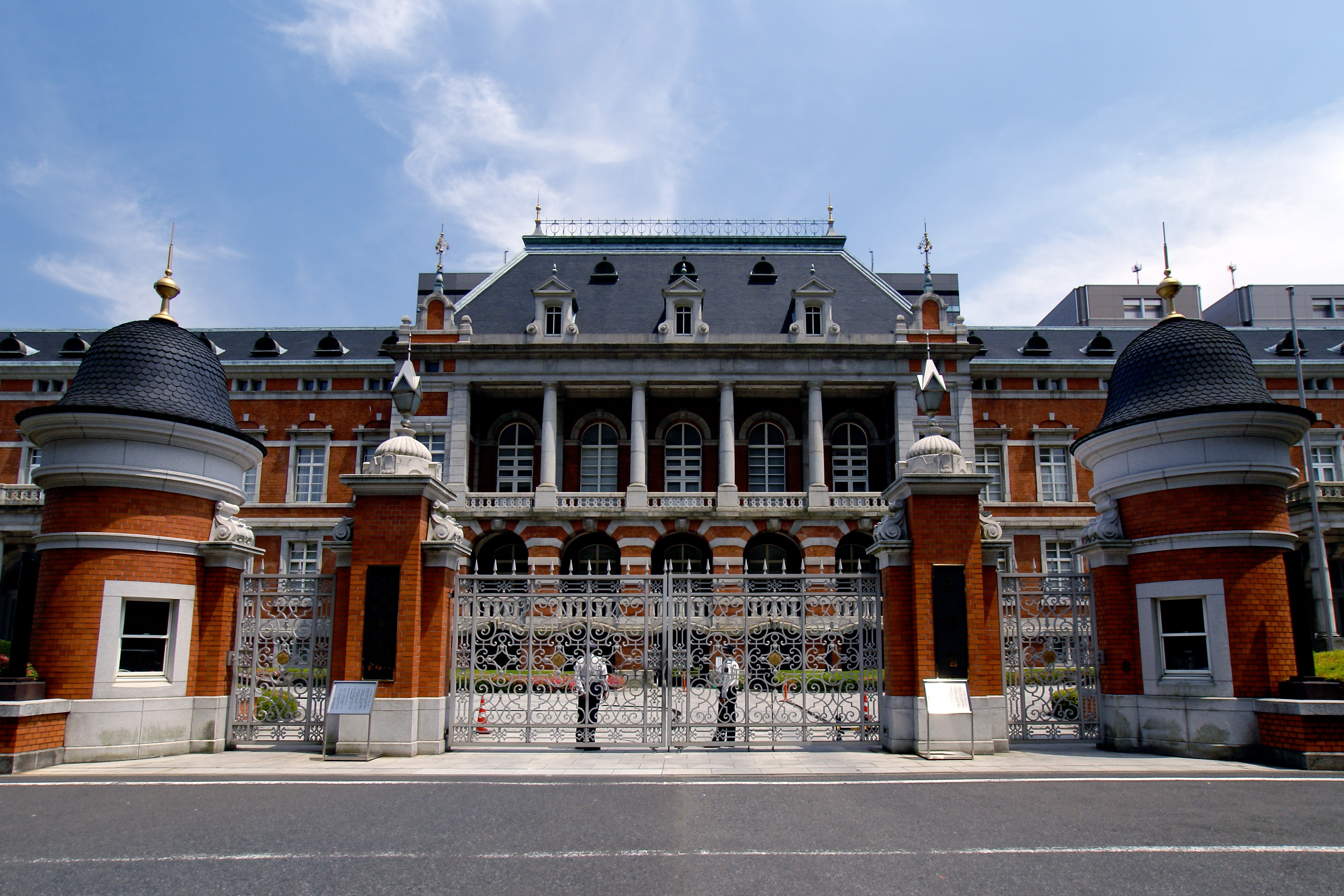
現在ものこる司法省の建物（法務省旧本館）

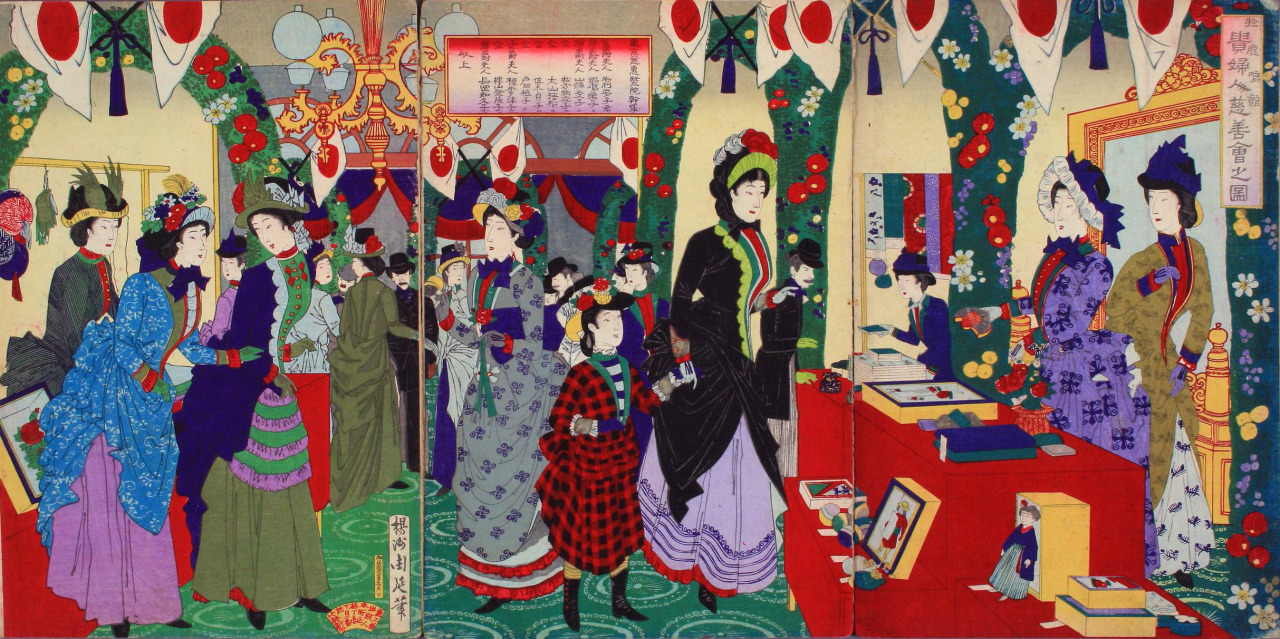
「於鹿鳴館貴婦人慈善會之圖」（鹿鳴館で行われた日本初のチャリティーバザー。1884年の錦絵新聞より）

条約改正交渉と並行して井上は、国内に欧化政策を推進するとともに、西欧風施設を建設して外国使節を歓待し、日本が文明国であることを広く内外に示す必要があると訴え、日比谷公園に隣接する麹町区山下町の地（現在の千代田区内幸町一丁目。NBF日比谷ビル）にネオ・ルネサンス様式の社交施設「鹿鳴館」の建設に取りかかった。イギリスの強硬姿勢の原因の一つには、駐日英国公使パークスの日本を遅れた非文明国とみる日本観が大きな影響を及ぼしていたが、そうした日本観は程度の差はあれ西洋諸国の外交官に共通するものであった。維新以来の開化派であった井上としては、条約改正交渉をスムーズに進捗させていくには、こうした日本のイメージを払拭する必要があると考えたのである。これはまた、来るべき内地開放の部分的な予行演習という意味合いを兼ねていた。
鹿鳴館はイギリス人建築家ジョサイア・コンドルによって設計され、工事は1880年（明治13年）に着手されて1883年（明治16年）11月に完成した。煉瓦造の2階建てで総建坪は466坪、2階正面が舞踏室となっており、完成には足かけ3年の歳月と18万円の工費を要した。11月28日の落成式では軍楽隊の吹奏や花火が打ち上げられる中、内外の高官や紳士淑女1,200人（うち外国人400人）が鹿鳴館に集まって、舞踏会が夜中まで繰り広げられた。井上馨はこの夜「この鹿鳴館を国内外の紳士がともに交わり、国境を越えた友情を結ぶ場にしたい」と演説した。また、井上を局長とする臨時建設局は鹿鳴館周辺に新官庁街を建設することを企図し、ドイツ人技術者のヴィルヘルム・ベックマンを招いて官庁集中計画を軸とした首都改造を立案した。
予備会議の成果や井上の内地開放案等について各国の意向を打診した結果、イギリスのパークス公使は、法権は後日検討することとして、関税自主権の付与には依然反対ではあるものの、今回は通商面や税権の面で日本に対し応分の譲歩の用意があるという意向を示した。また、ドイツは内地開放が関税自主権付与の前提になるという方針を表明した。
1884年（明治17年）3月、日本に対して強硬な姿勢の強かったパークスが駐清公使に転任し、その後任公使としてフランシス・プランケットが着任、前任者とは違って、柔軟な対応をする見込みがあらわれた。アメリカからも好意的な反応がみられ、各国も在留外国人が日本の行政法規に従うことについては諒承の態度がみられるようになった。
井上は列国の態度を勘案した上、1884年（明治17年）8月4日、条約改正基本方針を各国に通告し、条約改正会議（本会議）を開くよう提案した。しかし同年12月、朝鮮で金玉均らによるクーデタ（甲申政変）がおこって対清関係が緊迫し、イギリス海軍による朝鮮巨文島占領事件もあってその対応に追われたため、本会議の開催は1886年（明治19年）に延期された。

#### 条約改正会議と世論の沸騰
1885年（明治18年）、日本では太政官制度が廃止され内閣制度が発足した。井上は第1次伊藤内閣の外務大臣に就任し、引き続き条約改正に取り組んだ。
1886年（明治19年）5月1日、条約改正会議が開かれ、井上外務大臣・青木周蔵外務次官のほか12か国の使節団が参加した。井上は関税引き上げと法権の一部回復を目的とした条約案を提出したが、この案にはイギリスが反対した。6月15日、第6回会議でイギリス・ドイツ両国公使が新提案を行い、日本側もこれを諒としたため、会議は英独案（アングロ・ジャーマン・プロジェクト）を基調に進められた。英独案の骨子は、領事裁判権を撤廃し、関税率を5パーセントから11パーセントに引き上げることを了承する代わりに、
1. 条約実施後2年以内に日本は内地を開放し、外国人に居住権・営業権を与え、2年以後は内地居住外国人は日本裁判所の管轄に属すること。
2. 条約実施2年以内に日本は「泰西ノ主義ニ従ヒ」、すなわち西洋を範にとった刑法・民法・商法等法典の整備を行い、施行16ヶ月前にその英文を諸外国政府に通知すること。
3. 外国籍の判事・検事を任用すること。
4. 外国人が原告もしくは被告となった事件については、直接控訴院（第二審）に提訴することができる。その際、控訴院および大審院の判事は過半数を外国人とし、公用語として英語を認めること。

を、日本側が受け容れるというものであった。

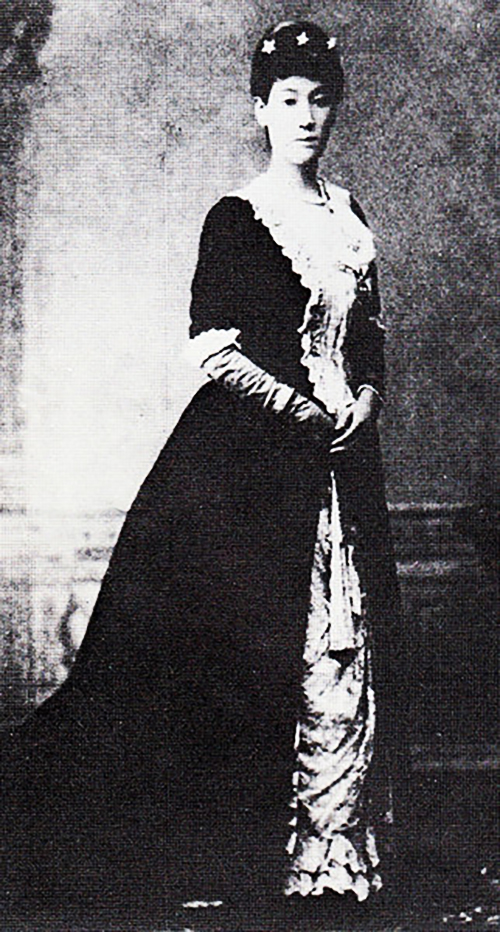
夜会服に身をつつんだ鹿鳴館時代の大山捨松

法典の整備や裁判制度の確立については、国内における合意形成や法律を運用する法曹の育成などに一定の時間を要することから、当面は、日本がその方向に向かっていることを諸外国に納得させて改正への合意を引き出すよりほかになかったのであり、この間、日本の方向性を納得させる説得材料として機能したのが鹿鳴館外交であり、欧化政策であった。井上の結論は、「条約改正には兵力によるか、西欧諸国に日本の開化を実感させて治外法権を撤廃してもよいという感情を抱かせるかのどちらかしかないが、兵力による方法が不可能である以上、欧化政策を進めるよりほかに道がない」というものであった。

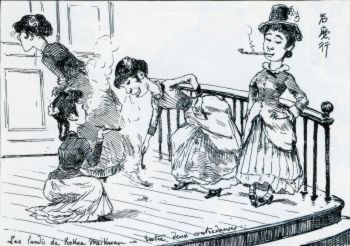
ジョルジュ・ビゴー「鹿鳴館の月曜日－コントルダンスの合間」（『トバエ』6号、1887年5月）
----
しゃがんだり背をもたれるポーズでキセルをふかす「淑女」（実は芸者）の醜悪さを描いた風刺画。ビゴーは「お里が知れる」と批判している。

欧米風の服装をして洋食・ダンスなど欧米風の夜会、バザーなどの社交を行い、羅馬字会が設置され、生活習慣の改良、音楽改良、美術改良、演劇改良運動が広がり、欧米のあらゆる風俗を模倣する風潮が一時上流社会に流行することとなり、極端な例ではキリスト教採用論や人種改良論さえ現れるほどであった。これは、日本人にはまったく新しい風俗・習慣をもたらすことともなったが、松方デフレの不況にあえぐ農村の日常生活とはあたかも別世界であり、その浮ついた雰囲気は国民の自尊心を傷つけ、むしろ社会の堕落・退廃として批判された。国内外の新聞は、鹿鳴館の夜会を「茶番劇」「猿真似」と書き立てて軽蔑・嘲笑し、鹿鳴館外交を「媚態外交」「軟弱外交」と呼んで批判した。当時平民主義（平民的欧化主義）を唱えていた徳富蘇峰も、井上馨の欧化主義を「貴族的欧化主義」と呼んで批判し、川上音二郎作詞の『オッペケペー節』にも「うわべのかざりは立派だが、政治の思想が欠乏だ」と唄われた。
条約改正会議は、1886年（明治19年）7月、関税率改正についてはほぼ日本の原案に近い案が合意をみた。内地開放を税率改正の条件とする主張に対しては、井上はそれを認めると法権回復交渉のカードを失うこととなるため拒否している。また、「泰西主義」に基づく法律制度整備のため、井上は「法律取調所」を外務省内に設置した。日本が制定する法律を各国に「通知」する件を巡っては、やや交渉が難航した。各国は「通知」の意味を、その内容が「泰西主義」に合致するかどうかを監査する権利を持つものと理解したが、それを認めると日本は法律制定に外国の介入を認めることとなってしまうので、井上は列国が「泰西主義」に合致しないと見なされた場合であっても条約無効の判断は外交上の協議を経ることを要件とする条件を付け加えることを提案し、各国もこれに合意した。
かくして条約改正会議は、新しい通商条約案と英独共同案に修正を施した修好条約案がほぼ合意をみることとなり、1887年（明治20年）4月22日の第26回会議で終了した。

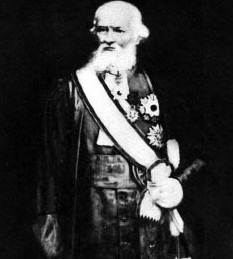
明治政府の法律顧問ギュスターヴ・エミール・ボアソナード

しかし、議事内容が明らかになるにつれ、政府内外からの批判が噴出した。日本政府の法律顧問でフランス人のボアソナードが、この改正案は日本の法権独立を毀損するものであり、訴訟人の利害からしても、国庫負担からしても外国人法官の任用は弊害が大きく、従来外国人居留地に限られていた不利益をむしろ日本全国に及ぼすものであると批判し、また、鹿鳴館における政府首脳の放蕩を憂慮して「予は今日は贅沢の時に非ずと信ずるを以て、各大臣の宴会はすべて謝絶するなり」と宣言した。「政府の智嚢（知恵袋）」といわれた法制官僚の井上毅に対しては「この改正が実現すれば日本人は外国を怨むより、屈辱的裁判制度を作り出した政府を非難するようになるだろう」と進言して「足下は高官の地位にあり、本国のために未曾有の危機に際しては何らの尽力をなさざるか」と責め、伊藤首相に対しても、改正案は法典の外国政府への通知を規定しているが、これでは、立法権すら外国の束縛を受けてしまうことになると指摘した。
鳥尾小弥太、三浦梧楼、曽我祐準、勝海舟らも反対意見を表明した。国家主義者の小村壽太郎は当時外務省員でありながら、反対運動に加わった。閣内からも司法大臣山田顕義やヨーロッパから帰ったばかりの農商務大臣谷干城から強硬な反対意見があって、7月、谷はついに伊藤首相に改正反対の意見書と辞表を提出するにいたった。谷の意見書には、新条約案が現行条約以上に日本の国益を損なうこと、改正交渉が秘密裡に進められていること、内地雑居は時期尚早であること、条約改正は憲法施行後、公議輿論に照らして行うべきことが記されていた。同月、井上馨外相が内閣に提出した意見書では、日本の進路について、「欧州的新帝国」をアジアに作り出すことによって、西洋諸国と同等の地位に向上させ、独立と富強を維持、達成できると記されている。井上の考えは、ヨーロッパに倣うことはヨーロッパと並び立つためだったのである。

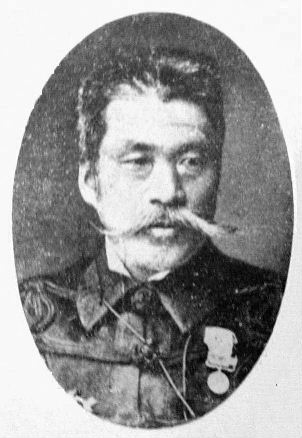
井上改正案に反対して政府を辞した谷干城

辞職した谷は、あたかも国民的英雄のように扱われ、8月1日には旧自由党員林包明ら在京の壮士たちに迎えられて「谷君名誉表彰運動会」が東京九段の靖国神社境内で開催された。ここでいう「運動会」とは、デモンストレーションのことである。参加者は数百名に及び、「谷君万歳」「国家の干城」などと書かれた大小の旗を持って市ヶ谷田町の谷邸まで示威行進した。

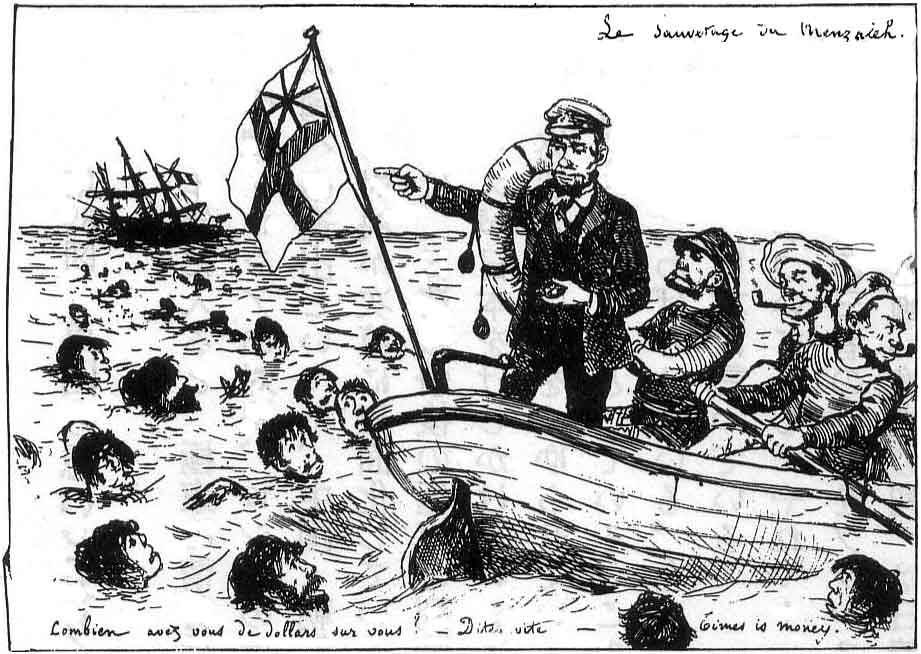
ジョルジュ・ビゴー「メンザレ号の救助」（『トバエ』9号、1887年6月）
----
条約改正を時期尚早と考えるビゴーがノルマントン号事件でのイギリスの対応を翌年のフランス船メンザレ号遭難事件を利用して批判した。ボート上の船長が「いま何ドル持っているか。早く言え。タイム・イズ・マネーだ」と言っている。

ボアソナードや谷干城らの意見書は自由民権派の手によって秘密出版されて国民の広く知るところとなった。その結果、折からのノルマントン号事件（1886年）で領事裁判権のもたらす弊害が問題視されていたこともあって世論が激昂、これを「国辱的な内容」と攻撃し、板垣退助も1万8000余語に及ぶ上奏意見書を提出した。
井上馨にしてみれば、この案が期限付条約案であることから、国民は国内法制の整備が完了するまでの期間だけ外国人判事による裁判を耐えれば済むということであったが、この時期の日本は自由民権の時代からすでにナショナリズムの時代に移っており、もはや世論は井上改正案を受け入れることができなくなっていた。
谷らの意見に対して井上は、日本人にしても、たとえば当時の朝鮮の法律や裁判に服することが可能なのかと問題提起して、西洋諸国の領事裁判権を完全に撤廃することがいかに困難を伴うものであるかを説いた。さらに、優勝劣敗を説く社会進化論の影響で日本社会が西洋人によって圧倒されてしまうことを危惧する内地雑居反対論者に対し、井上には日本の民間における潜在的力量に対する基本的な信頼感があったとみられ、条約改正問題で一歩前進することにより、日本社会は外国人の刺激によってさらに文明開化がさらに進み、外資増大などによって経済発展をもたらすことが期待できると主張した。

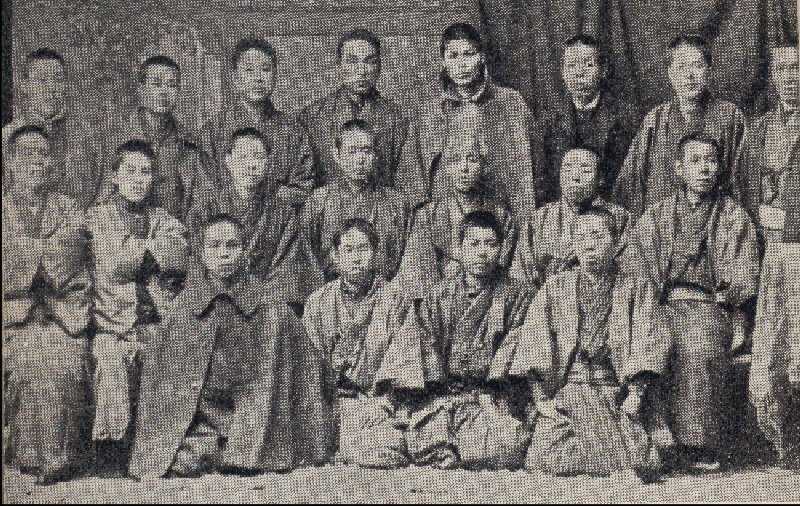
保安条例に抗して投獄された人びと（中列左から4人目が片岡健吉）

しかし、佐々木高行や元田永孚など宮中グループの動向や沸騰する国内世論に抗しきれず、条約改正交渉は延期されることとなり、1887年7月29日、政府は列国に対し改正会議の無期延期を通告、9月17日には井上馨が交渉失敗を理由に外交責任者の地位を辞し、そのあとは内閣総理大臣伊藤博文が外相を兼務した。
同年10月には土佐（高知県）の民権派片岡健吉が元老院に「三大事件建白」として提出した建白書に、言論の自由の確立、地租軽減による民心の安定とともに不平等条約の改正が盛られるなど反政府運動が高まりをみせた。政府は内務大臣山縣有朋と警視総監三島通庸の指揮のもと保安条例を発布して、治安妨害を理由に570名あまりを皇居三里外（皇居より約11.8キロメートル以遠）に3年間追放し、政情の安定と秩序回復を図った。それに対し、「むしろ法律の罪人となるも退いて亡国の民となる能わず」と主張し、保安条例に抵抗して投獄された人びともいた。

### 大隈重信の改正交渉とその蹉跌

#### 条約改正交渉の進展

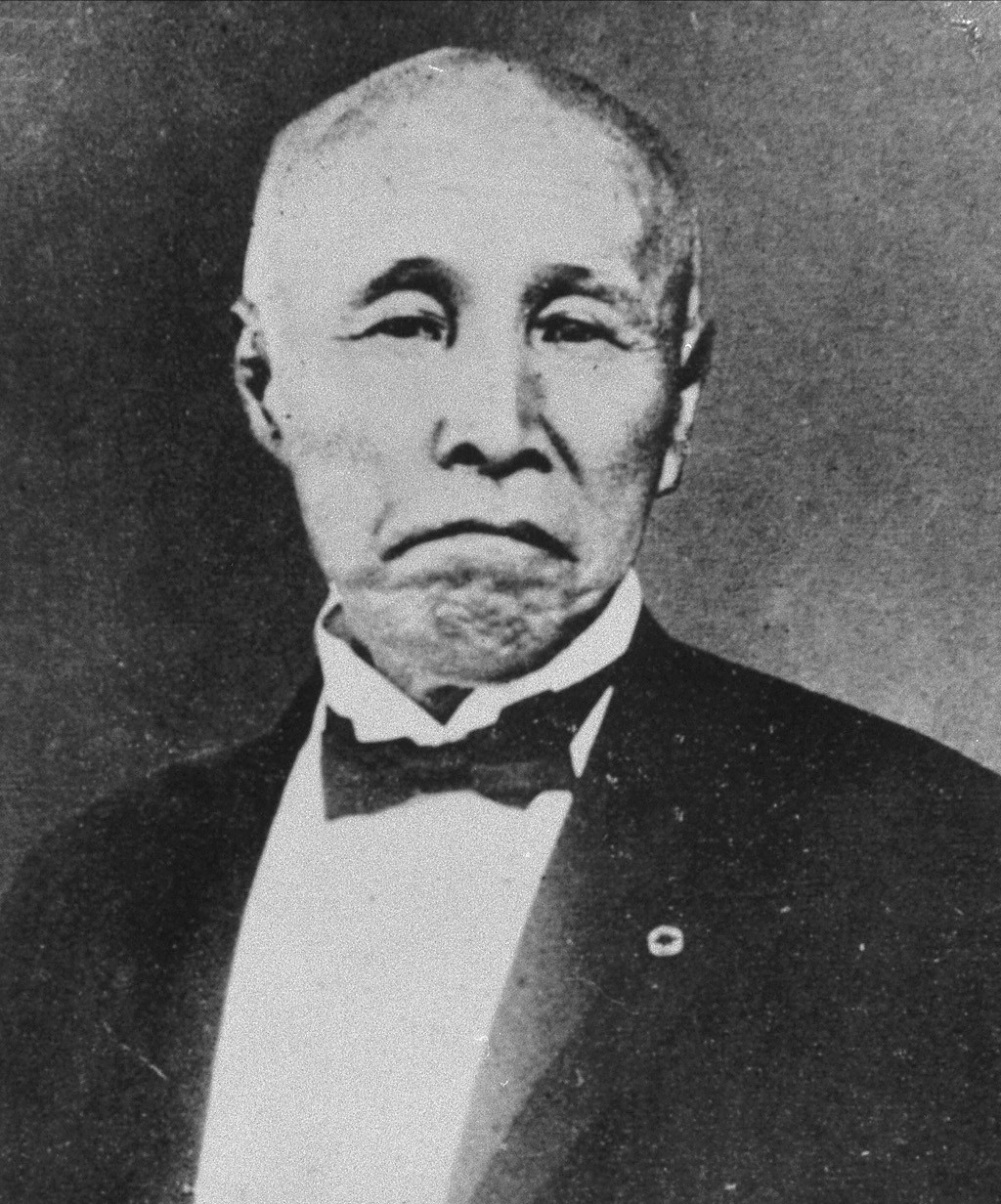
第1次伊藤内閣・黒田内閣の外相大隈重信

伊藤博文は条約改正交渉を進展させるため、自らの後任の外相として、外交手腕に定評のある大隈重信を選んだ。井上馨と伊藤は、民権派の大同団結運動に対処すべく、大隈率いる立憲改進党が政府与党となることを図って、政敵であった大隈に後任外相たるべきことを交渉したのである。大隈は最初、持論の議院内閣制導入を条件としたため入閣は不発に終わったが、政府は上述の保安条例によって強引に三大事件建白運動を終息させて大同団結運動にくさびを打ち込んだ。この後、再び大隈に交渉したところ、大隈もこれを諒承、1888年（明治21年）2月、第1次伊藤内閣の外務大臣に就任した。伊藤と大隈の合同は、明治十四年の政変以来のことであり、大隈は同年4月に成立した次の黒田内閣でも外相を留任した。
大隈は、伊藤に憲法制定の功績あるならば自分は条約改正の功を立てたいと決意し、また、その功績をもって改進党勢力を伸張させ、憲法発布後に予定されている帝国議会で主導権を握るという具体的な将来構想を抱いていた。薩摩藩出身の第2代内閣総理大臣黒田清隆は、枢密院議長となった伊藤に憲法制定を任せ、大隈には条約改正を任せるという体制を採っていたが、この両者が互いにほとんど連繋しなかったことは後に重大な問題を引き起こすこととなる。
大隈は、井上のような国際会議方式は日本にとって不利であるという認識に立って、列国間の利害の対立を利用する個別交渉の方針を採用した。それにより、1888年11月30日、かつて政府転覆計画（立志社の獄）に加担したとして収監された前歴をもつ駐米公使兼駐メキシコ公使陸奥宗光がメキシコとの間に日墨修好通商条約を締結することに成功した。陸奥がワシントンに着任してわずか半年後のことであり、これは、アジア以外の国とは初めての完全な対等条約であった。これにより、メキシコ合衆国国民は日本の法権に服することを条件に内地開放の特権が与えられた。
陸奥の交渉相手であったメキシコのロムロ駐米公使は、長くワシントン勤務を勤めたベテラン外交官であり、当初はメキシコだけが領事裁判権を放棄すれば、他の欧米諸国がメキシコに対し悪感情を抱くのではないかと考え、容易に承諾しなかったといわれる。また、税権については相互的最恵国待遇を規定していたため、実際には、第三国が日本の関税自主権を認めるまで利益が生じるのを待たなければならなかった。なお、陸奥はその後すぐにアメリカとの交渉に乗りだし、法権回復を伴う新条約締結の合意を取り付けたが、米国内の政権交代や日本本国のイギリスへの配慮、大隈案に対する国内世論の反対（後述）などが重なって成功しなかった。
大隈はまた、最恵国約款の解釈を改め、従来一国に認めた特権は無条件で他国に与えていたものを有条件主義とした。さらに、従来の通商条約と裁判権に関する条約の二本立てとなっていたものを一個の和親条約として締結するという方針を立てた。
改正内容についても大隈は、井上馨の方針を修正し、緻密な外交理論に基づいて、税権については税率の引き上げを求め、法権については外国人裁判官を大審院に限定し、法典についても日本側が交付することを約束するに止めた。また、現行条約を遵守し、居留地外に進出するための外国人の違法行為を厳しく取り締まることにより、かえって現行条約の方が不便であるということを外国人に痛感させ、そのことによって日本側に有利な条件を獲得しようとした。
単独交渉方式の採用と最恵国待遇に関する新解釈は、列国の利害関係や対日関係のあり方の相違から次第に条約改正に現実味を与えることとなった。交渉は極秘裏に進められ、その結果、1889年（明治22年）にはアメリカ合衆国（2月20日）、ドイツ帝国（6月11日）、ロシア帝国（8月8日）との間に新しく和親通商航海条約を締結することに成功した。実際に新条約調印にこぎつけたのは、明治初年以来これが最初であったが、イギリスはなおも反対の態度を示した。

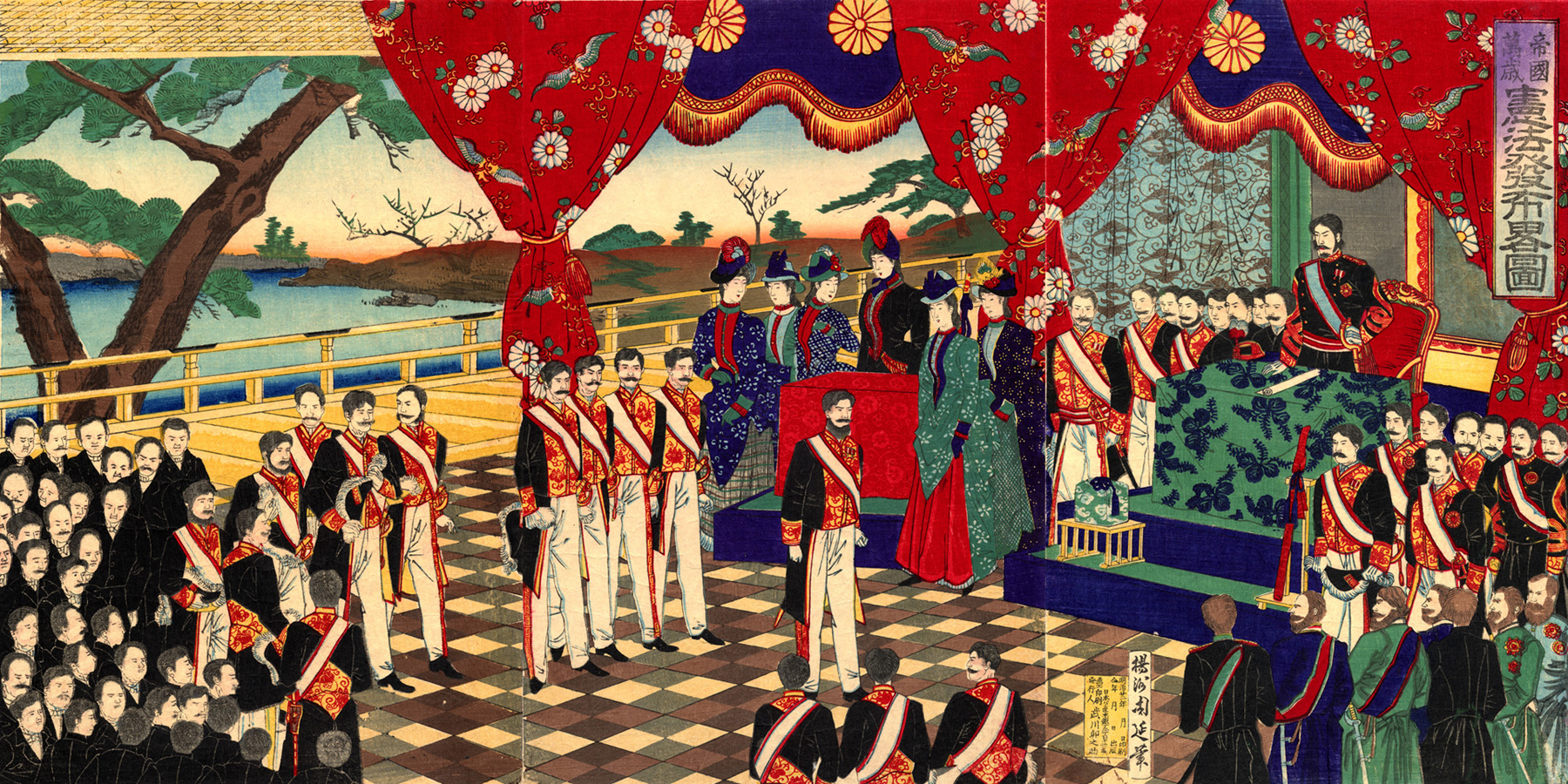
「憲法発布略図」（楊洲周延画、1889年）

この間、1889年2月11日、黒田内閣の下で大日本帝国憲法が発布され、日本はアジアで最初の近代的立憲国家として出発することとなった。しかし、発布に先だって大隈は、伊藤の憲法制定に伴う枢密院の会議に出席したことは実は一度もなかった。大隈は、明治十四年の政変の際、国会の早期開設を主張したために伊藤らによって政府を追放された経緯があり、イギリス型の国会や憲法については一家言をもち、伊藤よりもむしろ立憲国家のあり方についての見識も豊かであったとみられるが、上述のように、黒田内閣では、伊藤は憲法制定を進め、大隈は条約改正を進めるという相互不干渉の体制で当時の二大国家目標の遂行を図っていたのである。
一方、この年の7月、上述の日墨修好通商条約が効力を発すると新任のヒュー・フレイザー駐日英国公使は、最恵国待遇の規定によって日本在住のイギリス人に対しても内地雑居の公平な恩恵が与えられるべきだと主張したが、大隈は最恵国有条件主義を唱えてこの要求を却下した。ただし、そのイギリスも駐英公使岡部長職の奮闘もあって、ようやくほぼ同意するところまでこぎつけ、フランスもこれに倣った。列強のうち主要国との交渉は概ね終了し、あとは小国を残すだけになった。
しかし、機密主義によって進行してきた改正交渉のあらましが1889年4月19日付のイギリス紙『タイムズ』に掲載された。この条約案を『タイムズ』にひそかにリークしたのは外務省翻訳局長だった小村壽太郎だったともいわれる。

#### 政界の分裂と大隈遭難事件
大隈重信の条約改正案が、外国人判事の任用や欧米流の法典編纂の約束を骨子とするという点では井上案を基本的に踏襲したものであったため、『タイムズ』誌のニュースが日本に伝わるや、国内世論からは激しい批判が湧き上がった。学習院院長三浦梧楼からは改正中止の上奏がなされ、新聞『日本』の主筆陸羯南などによって激しい反対論が展開された。鳥尾小弥太、谷干城、三浦梧楼の三中将、西村茂樹、浅野長勲、海江田信義、楠田英世の7人は、世に「貴族七人組」といわれる反対派であった。ただし、『東京経済雑誌』主筆の田口卯吉は大隈案の擁護に努めており、徳富蘇峰の『国民之友』は論争に積極的に参加しなかったが政府案に対し好意的であった。
反対論の中には、日本の司法権が脅かされるとの批判があり、さらに重大なことには、発布されたばかりの帝国憲法に違反することを指摘する声があった（外人法官任用問題）。すなわち、憲法第19条「文部官任用条項」に抵触し、同第24条「裁判官による裁判を受ける権利」の侵害にあたるというのである。これについては、すでにこの年の3月末に陸奥宗光駐米公使が指摘していたが、大隈はその重大さに気がつかなかったといわれる。民間では民権派・国権派の大半が結集して非条約改正委員会が組織され、条約改正反対運動（非条約運動）が展開された。

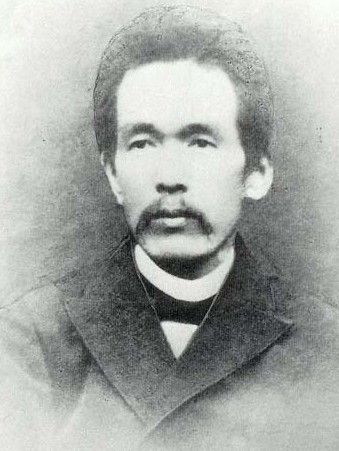
「政府の智嚢」といわれた井上毅

憲法制定と条約改正は同時並行で進められていたものの相互に没交渉であったことが、憲法が制定される状況下で憲法違反の条約改正が進むという矛盾を生じてしまった。この事態に伊藤は驚愕したが、一方の大隈は意気軒昂であり、外国人法官任用問題に対しては法制局長官の井上毅に帝国憲法との摺り合わせを命じた。井上毅は公権力の行使に関わる外国人を任用した場合、当該外国人は自動的に日本に帰化して日本国臣民となる旨の法案（帰化法）を起こした。しかし、これは逆にイギリスとの交渉の進展を難しくしており、井上毅自身もまた、内心ではこのような弥縫策には不満であったため、郷里熊本の先輩であり、明治天皇の侍講でもある元田永孚に相談した。このことがきっかけとなって、政府部内でも黒田首相・大隈外相らの条約改正断行派と後藤象二郎逓信大臣・松方正義大蔵大臣・西郷従道海軍大臣・大山巌陸軍大臣ら大隈案に批判的な閣僚、元田ら条約改正反対の宮中グループ、また、黒田の手法に反発しながらも大隈の外相就任に深く関わり条約改正は潰せないと考える伊藤博文枢密院議長、黒田首相とソリが合わず山口に帰郷した井上馨農商務大臣、それぞれを巻き込んだ波乱含みの政局展開となった。

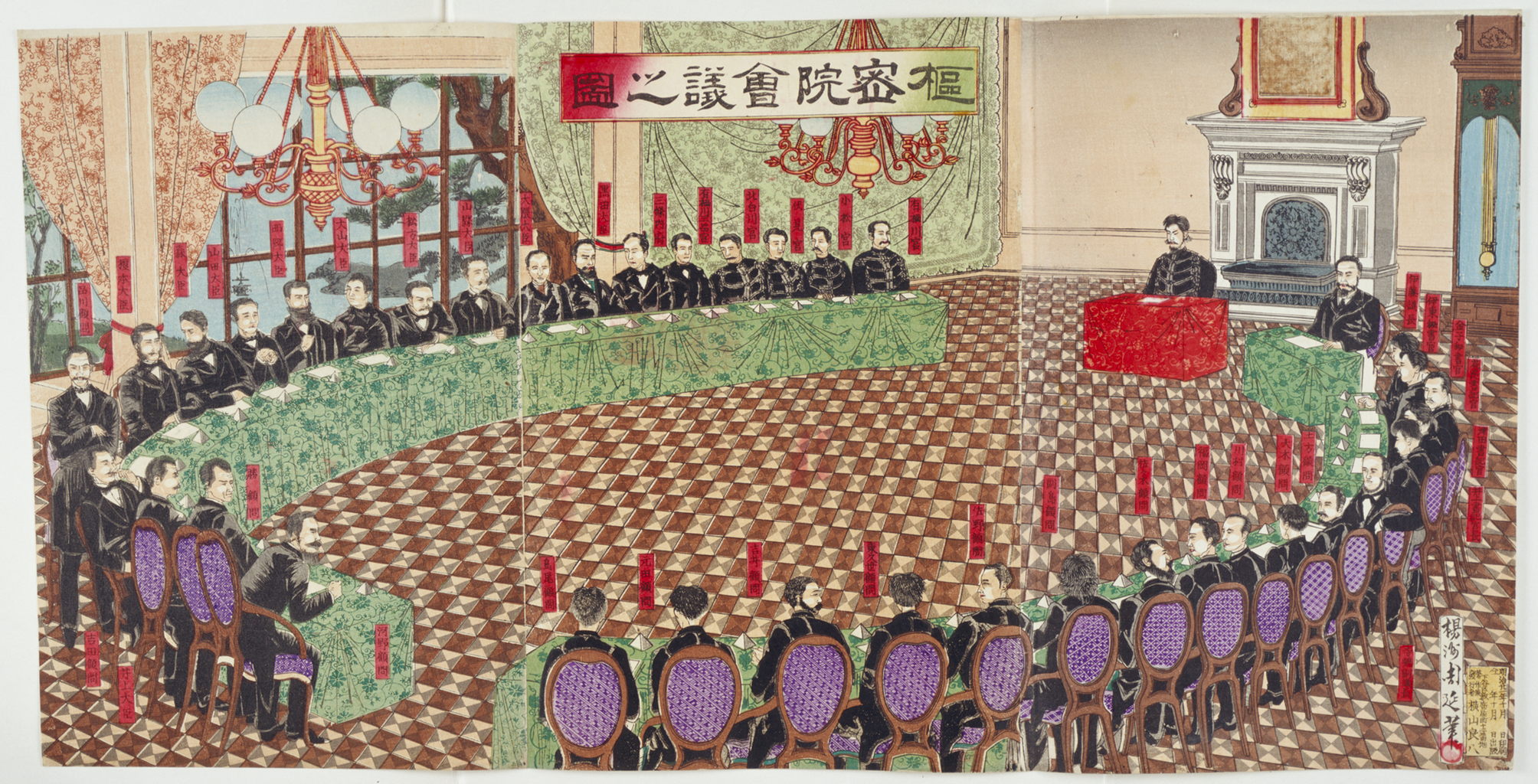
「枢密院会議之図」（楊洲周延画、1888年）

これまで伊藤博文と黒田清隆の2人によって先導されてきた「内閣・枢密院包摂体制」というべき体制は機能不全に陥った。内閣の首班たる黒田は大隈を信用して条約改正にあたらせた以上、条約改正推進の立場は揺るがなかった。大隈もまた、現実的にすでに居留地や治外法権という、本来は憲法に規定されていない事態が継続している以上、外交事情が憲法に優先するものと判断し、黒田からの強い支持と負託もある以上、条約改正は憲法がどのようなものであろうとも、最優先すべき課題であった。こうして、各国との外交交渉は、総理大臣と外務大臣の権限をもって急ピッチで進められていったのである。他の国務大臣にとって条約改正交渉は所轄外の事案であるところから、反対意見はこれを阻止することができなかった。
ところが、内閣と枢密院とは一種の相互依存関係にあって、枢密院の会議は専任の枢密顧問官と内閣の諸大臣を構成員としていた。そこで、枢密顧問官の一部や宮中顧問官は枢密院会議の召集を要求し、条約改正反対論を述べる機会を求めた。枢密院会議が開催されれば、そこでは条約改正反対論が多数意見となることが確実であり、改正交渉を阻止しうると見込まれたためであった。しかし、枢密院議長である伊藤の立場としては、簡単には召集の要求に応じることができなかった。というのも、自ら大隈の条約改正を承認し続けて憲法違反の行為を認めてしまった以上、枢密院の場で自分自身が弾劾される恐れがあったためであり、また、批准段階ではなく、条約改正交渉が現に進められている途中の段階で枢密院が交渉に介入することは憲法の規定に抵触するものだったからである。かくして、憲法・内閣・枢密院という、いずれも国家の盤石を期して作られたものすべてが、これらの創始者ともいえる伊藤の意図を離れ、それぞれ思い思いの方向へもっていこうと機能する逆説的な状況が生じてしまったのである。

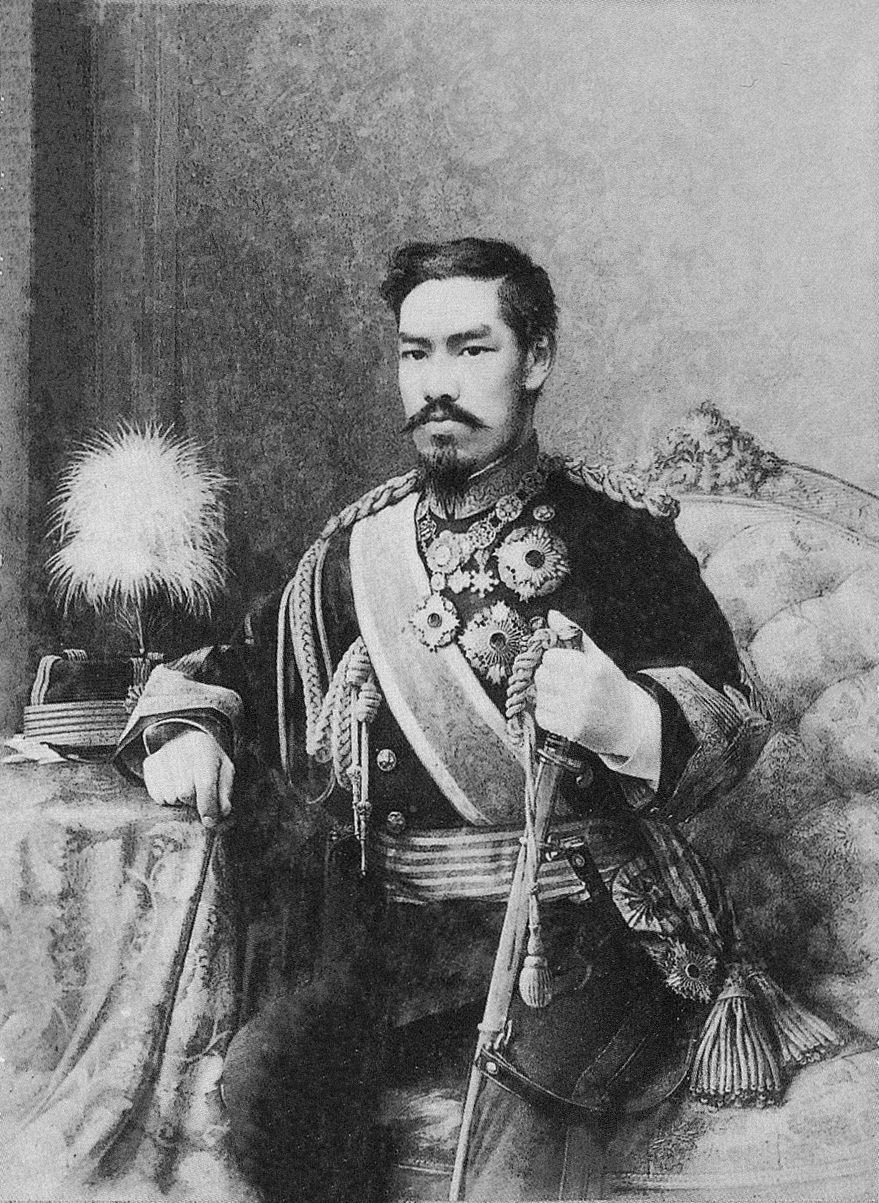
条約改正問題によって生じた政治の機能不全を解きほぐそうとして調停にのりだした明治天皇

在野の民権派・国権派、官にあっては宮中グループや天皇親政派の人びとが公然と条約改正反対を唱えるなか、1889年（明治22年）8月2日、黒田首相は閣議を開いて帰化法制定を条件として条約改正断行路線を採ることで強引に内閣の意見をまとめた。しかしこれ以降、さまざまな方向から条約改正に対する反対運動が活発化し、内閣は四面楚歌の状態となる。そして、よもや統治不全の状態に陥りかけたとき、調整工作に乗り出したのが明治天皇であった。
明治天皇は9月20日元田永孚に伊藤博文を訪ねさせ、条約改正について諮問した。そして、「黒田は諸事をことごとく大隈に一任して議するところなく、大隈は独断専行する一方で内外の反対意見も多く、このことが政治の混乱を招いてしまっているが、これを放置してよいのか」と質し、「条約改正が憲法に抵触するということを伊藤たちは事前に気がつかなかったであろう。だから自分にもそれを言わなかったのであり、よって自分は、そのときは条約改正を受け容れようと考えて許可したのである」と述べ、「今になって憲法違反の事実があったとしてそのとき気づかなかったことを咎めても意味がない。条約改正の決定は自分たちの不明であり、短慮ではあったが、違憲であることが判明した以上、ただちに失敗を反省し、以後善後策を講じなければならないのではないか」との意思を示した。天皇は、条約改正と憲法について、その原点に立ち返って考えなおし、政治的に幅のある対応をすべきではないかとの判断を下したのである。
9月22日、天皇は閣議だけでは条約改正の是非についての議論を十分に行えない状況を踏まえ、これに枢密顧問官も加えて新しい合議体たる合同会議を創設し、そこで改正の得失と善後策の検討を審議してはどうかと伊藤に提案した。つまり、政府における最終的な意思決定の場を設け、そこで条約改正の中止を決めるべきではないかと勧めたのである。これに対し、伊藤は内閣の国務大臣だけでまず会議を開くことが妥当である旨、使者の元田に答えた。天皇は伊藤と黒田によって先導されてきた「内閣・枢密院包摂体制」を合同会議の創設によって前進させようとしたのであるが、伊藤は、この体制は政治的決定の一致をみてこそ盤石の体制となるものの、分裂が決定的となってしまっている状況において合同会議を創設することは、むしろその分裂を固定化する役割を担ってしまい、かえって混乱が拡大してしまうと懸念したのである。業を煮やした天皇は、9月23日黒田首相を呼び出し、閣議を開くよう命じた。黒田は恐懼したものの自宅に籠もったままとなり、あくまでも条約改正断行の意志を変えなかった。なお、9月27日には、立憲改進党のグループが全国同志大懇親会を京橋区の新富座にひらいて条約改正を断行すべしという運動を展開している。
政局が膠着し、条約改正断行派も中止派もともに相互にまったく調整不能な状況となったなか、1年間のヨーロッパ視察を終えて山縣有朋内務大臣が帰国した。ここで、これまで条約改正問題にまったく関与してこなかった重鎮の山縣に一切の決裁を委ねてはどうかという状況判断の生じる余地が生まれ、黒田と伊藤のどちらが先に山縣に接触し、その同意を取り付けるかが競われた。同じ長州藩出身でありながら、政治路線の異なる伊藤博文と山縣有朋の関係はすこぶる微妙なものではあったが、結果的に両者の合意が成立した。10月3日、天皇はいつまでも黒田が閣議を開かないことを憂慮し、伊藤に対して善後の措置をきちんととるように命じた。大隈はといえば、天皇が陪食を命じても病気と称して出てこない有様であった。10月10日、明治天皇は黒田と伊藤と大隈の3人で話し合いをし、その結果を報告するよう命じた。そもそも、この3人の協議がまとまらなければ、他の一切は定まらないと判断されたためであった。
10月11日、山縣内相が参加しての閣議が伊藤枢密院議長臨席のもと開催された。閣議の席では、松方蔵相が条約改正に際しては条件整備のために準備委員会を設けるべきだと切り出した。これは改正交渉遅延の手段に他ならなかったが、一応の諒承を得た。次いで、後藤逓相が条約改正を中止するか断行するかの決断を首相に迫った。それに対し黒田は間髪を入れず「それは8月2日にすでに決めたことではないか。一事不再理である」と応答し、その後も同様の断定的意見に終始した。事ここに至り、ついに伊藤が枢密院議長の辞表を提出、しかし、なおも黒田と大隈は自説を曲げなかった。10月15日、条約改正を閣議が再び開かれたが、これは明治天皇が臨席する異例の閣議となった。ここでも議論は紛糾したが、黒田・大隈はともにまったく引く構えを見せず、夕刻となったため議決せずに散会した。ここでは山縣は意見をはっきりさせなかった。

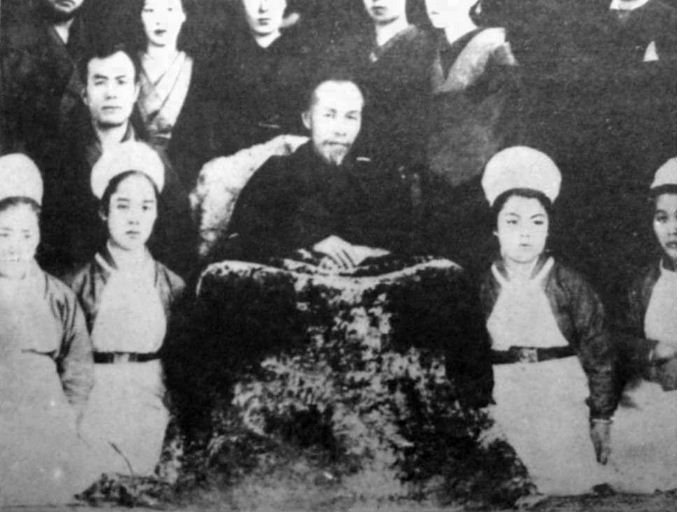
テロリズムにより右脚切断の重傷を負った大隈外相（病院にて。両側の4人は看護婦）

10月18日、黒田は再度条約改正の是非についての閣議を開いた。ここでついに山縣が条約改正の実施は時期尚早であると述べ、延期しなければ今後の展望が拓けないと主張、松方・西郷・大山らも同調して閣議は中止論に傾きかけた。しかし、なおも首相と外相は断行論を唱えたため、またも結論が出ないまま散会した。事態が急変したのはその直後であった。閣議からの帰途、馬車に乗っていた大隈が東京外務省の外相官邸に入る門前で、改正案に反対する国粋主義団体福岡玄洋社の前社員来島恒喜から爆裂弾を投げつけられ右脚切断を要する重傷を負ったのである（大隈重信遭難事件）。来島は爆弾投擲直後、皇居にむかって割腹自殺した。
大隈遭難事件翌日の10月19日、黒田首相と山縣内相は明治天皇に拝謁して条約改正延期を伝えた。21日、入院中の大隈が不在のまま閣議は条約改正中止を決定、米・独・露3国とのあいだの調印済の条約にもその延期を申し入れた。22日、総理大臣黒田清隆以下、大隈を除く全閣僚が総辞職の意向を明らかにした。閣議でいったん決定した条約改正を反古にしたのであるから、すべての大臣に責任があるとの論理からであった。こののち、黒田清隆は後継に山縣を推薦して10月25日に内閣総理大臣を辞任、山縣は首相拝命を固辞したため三条実美暫定内閣が成立した。当初、内閣総辞職となるはずであったが首相と外相以外の全閣僚が留任のかたちとなった。10月30日、五団体の非条約派による連合は、目的は一応達せられたとして解散した。
11月1日、黒田清隆と伊藤博文に対し「元勲優遇」の勅語が出た。明治天皇は、薩長閥のそれぞれの代表格であり、従来「内閣・枢密院包摂体制」を主導してきた2人、そして、統治能力を今まさに失ったばかりの2人に対し、非制度的かつ人格的な栄誉の第一号をあたえたのであった。

### 「将来外交之政略」

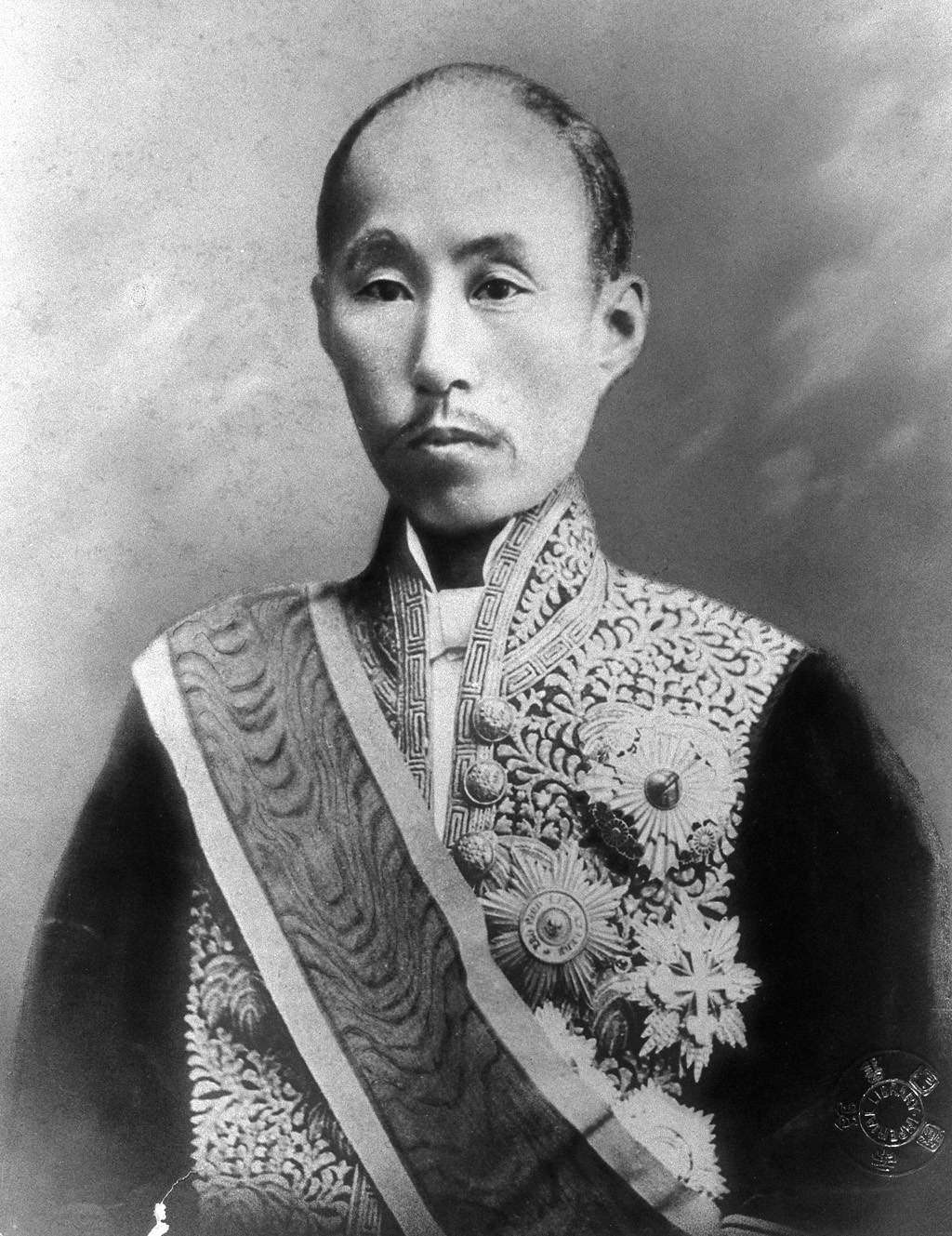
黒田辞任後の暫定内閣の首班となった三条実美

三条暫定内閣は、内大臣であった三条実美が内閣総理大臣を兼任するという変則的な内閣であったが、これは臨時兼任ではなく、形の上では恒常的な兼任であった。暫定内閣では、次の山縣内閣までの地ならしをしておくことが期待されたが、条約改正に関しては「将来外交之政略」と題する指針が定められた。既にみてきたように、これまで条約改正は常に挫折してきたのであり、ここで基本的な方針を決定しようというものであった。
「将来外交之政略」は、伊東巳代治が起草し、井上馨が提出したという形式になっており、その中では、
1. 外国人を大審院に任用するのは憲法上問題があり、条約上の関係より国家主権を施行する官を外国人に授けるのは憲法違反である。
2. 日本の法典をすみやかに公布することを約束するのも、将来に対する日本の立法権を束縛することとなり、これから国会を開く日本にとっては国家の長計からみて好ましくない。
3. 内地の通商および土地建物貸借の自由は認めるが、不動産を所持する自由は領事裁判権撤廃が決まってから認められるべきである。
4. 外国人に対しては、法律上、経済上、日本人とは異なり、若干の制限を設けるべきなのではないか。

という意見が盛られた。
実は、これらはいずれも井上馨・大隈重信両外相時代の条約改正反対運動において反政府側が主張していた要求のほとんどそのままであった。即ちこの提言は反政府派の要求をすべて取り入れた上で自らの主張として再構成したものに他ならなかったのである。この提言は、最終的に以下の3大綱領としてまとめられた。
1. 条約を改正して平等の位置をとるは、我が政府の従前及び将来の目的なり。
2. 現在調印済みの条約案は、これを修正して、もって平等完全の位置に近づくを要す。
3. 修正の要求が行われなければ、むしろ従前の位置に存するも欠点の条約を締結せず。その間改正の手順を中止して、もって将来に我が目的に達すべきの機会を待つべし。

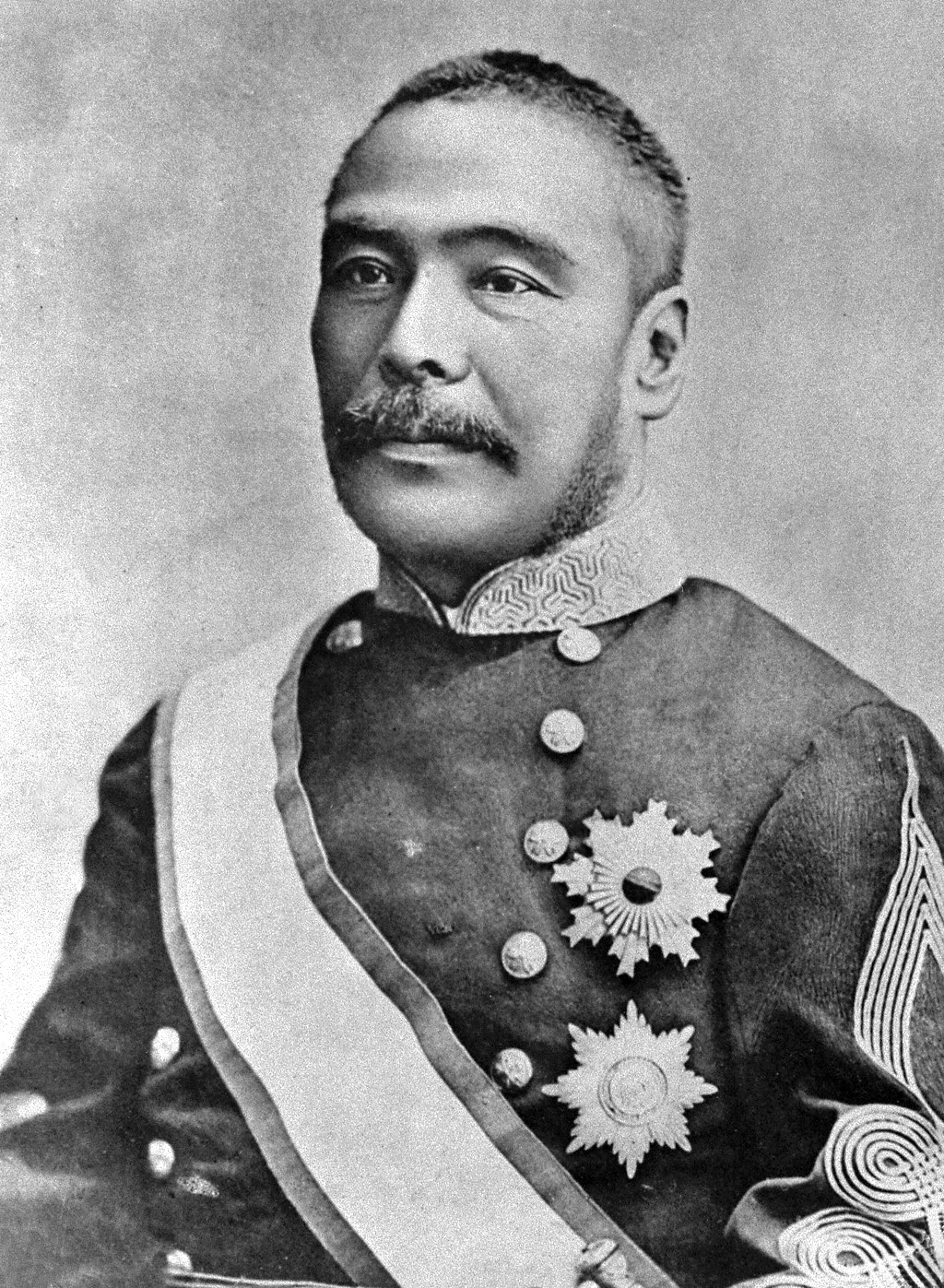
狼藉事件を起こした第2代総理大臣黒田清隆

すなわち、条約を改正して対外的に平等の地位を獲得するのは、それ以前からの日本の目的だったはずであり、一時は欧化主義に流れたもののそれは最終的な到達点ではなく、将来についても常に明治維新の精神に立ち戻って、その目的を忘れないことが大切であること（1.）、大隈の改正で調印済みとなった条約案も平等条約に復するべく修正が必要であること（2.）、条約改正を急がず、欠点のある条約を急いで締結するよりは、完全平等のきちんとした条約を結ぶ機会を待つべきである（3.）ということであった。
しかし、「将来外交之政略」の策定は1889年（明治22年）12月15日夜の黒田清隆狼藉事件の原因のひとつになった。この事件は井上馨が大隈の条約改正交渉の際、改正の是非に関する議論にかかわるのを好まず、10月にいたるまで東京を離れていたにもかかわらず、首相黒田の辞任後も留任要請を受けて三条内閣の閣僚となり、今また条約改正失敗後の新方針策定に井上の名があるという一連の事態について黒田が激怒し、泥酔したうえ井上馨宅に乱入して狼藉をはたらいたというものである。前首相で元勲第一号の黒田の不行状は政府部内でも問題とされ、黒田は謹慎した。井上馨もまた、この年の12月24日に正式に第1次山縣内閣が発足する前日（23日）、農商務大臣の地位を辞任している。
なお、明治天皇は、12月18日、側近の佐々木高行に対し、後継内閣の大臣選任については天下に広く人材を求めるべきことを各大臣に伝えた旨語っている。

### 青木周蔵の交渉と大津事件の衝撃

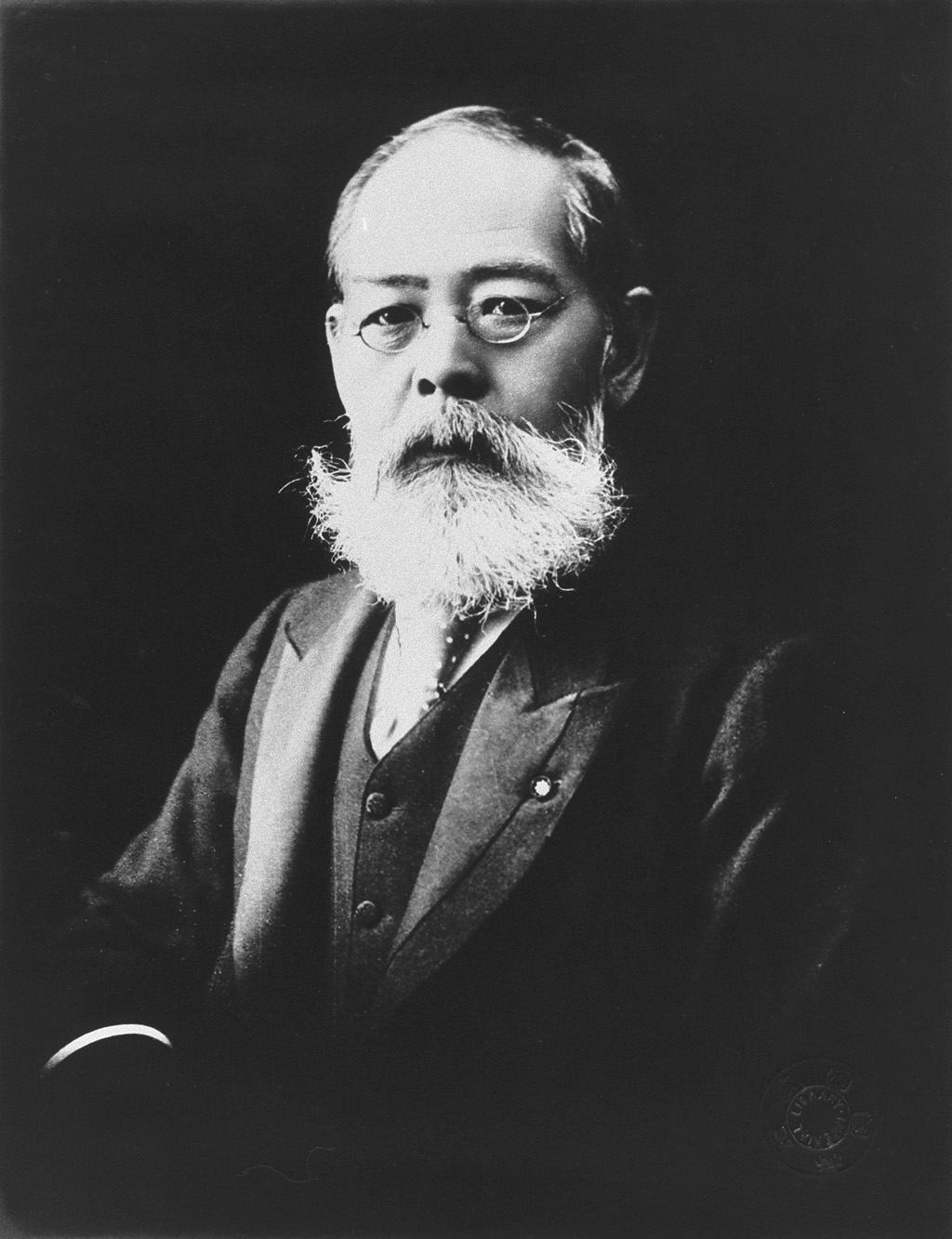
第1次山縣内閣・第1次松方内閣の外相青木周蔵

井上・大隈の両外相期の条約改正交渉は、英国を中心とする列国の圧力および日本国内の自由民権派・国権派を中心とする反対の板挟みに遭って難航を続けた。しかし、シベリア鉄道の着工を計画し、極東進出政策を推し進めようとするロシア帝国に対しイギリスが警戒感を強め、グレート・ゲームにおける極東の防波堤としての日本との友好関係を重視するよう政策転換を図ったため、従来の苦境が打開されて改正交渉にも転機が訪れた。シベリア鉄道は、1891年になってロシアがフランス金融資本からの借款に成功してようやく着工可能となったものであり、それは後に成立するロシアとフランスとの軍事提携（露仏同盟）を経済的にも支えようというものであった。英国としては、イギリス艦隊の威力の及ばない内陸部を通じてロシアが東アジアに大軍を輸送しうる状況、そして仏・独・露の提携に対してイギリスが極東で孤立する状況を怖れたのである。
日本政府もまた、井上・大隈の交渉失敗を受けて、改正交渉姿勢の抜本的な見直しを迫られた。1889年（明治22年）12月、第1次山縣内閣の外務大臣として前外務次官であった青木周蔵が就任した。すでにこの年2月には憲法が発布され、翌1890年には第1回衆議院議員総選挙と帝国議会の開設が予定されていた。新しい政治体制の下、青木外相は大隈改正案の失敗にかんがみ、法権に関しては完全平等を目指すことに転換して、
1. 外国人判事はいっさい任用しないこと。
2. 法典編纂公布は約束しないこと。
3. 治外法権撤廃後は日本在住の外国人は日本の国法に従うこと。

などを「青木覚書」と称してまとめ、これを基本方針として条約改正交渉に臨んだ。「青木覚書」は「将来外交之政略」と大体において同じであったが、2点において若干の修正を施した。1つは、「将来外交之政略」においては治外法権の撤廃と引き換えに外国人に不動産所有権を与えるとしていたものを改めて、外国人の不動産取得に関しては条約に定めず、別途必要に応じて国内法によって定めるとしたことであり、2点目は、外国人に日本人と同様の地位を与えることに関し、その権利に若干の制限を設けるとしたことである。これらは、国権を護れという世論に配慮したものであると同時に明治政府の土地政策のあり方とも強い連関を有していた。青木覚書は、1890年2月、閣議で承認された。政府はまた、これを枢密院にも内示して、その了解を得ている。
青木は、従来イギリス政府が大隈案にすら同意しなかったのに、自分がこのような方針で交渉にあたることは「たとえ事業の成功は未だ必ずしも期すべきにあらずとするも、此（この）際、進めて談判に地位を占め、曽（かつ）て失えるの国権を寸時も早く恢復するに勉めざるべからず。之を惰（おこた）るの如きは、実に明治創業の大旨に負（そむ）くものなりと確信」するとして、駐日イギリス公使ヒュー・フレイザーとの交渉を進めている。フレーザー公使は当初、従来の交渉の基礎をまったく覆すことになる新提案を本国に取り次ぐことはできないとして青木提案をはねつけたが、イギリス側は駐英日本公使を通じて日本の新提案を基礎とする交渉に応じる意志のあることを伝えたので、2月28日より日英の正式交渉が始まった。
一方政府は西欧的原理に基づく法典の整備を急ぎ、1890年（明治23年）中に裁判所構成法、治罪法（現在の刑事訴訟法）、民法、民事訴訟法、商法などが次々に公布された。この年の7月1日の第1回総選挙は、イギリス公使夫人メアリー・フレイザー（en）からは「平穏無事に」おこなわれ、日本人は「lawful （法にかなう）国民」と評されるほどだったが、これに前後して、「内閣・枢密院包摂体制」が大隈の条約改正問題の際にみられたように難題の発生に対しては必ずしも有効ではなく、むしろ混乱の元凶となったことが検討に付された。第1議会開催直前の1890年（明治23年）10月7日、新しい枢密院官制に内閣からの諮詢がなくては枢密院会議を開催できないことが盛られ、内閣・枢密院の両者は明確に分離の方向へと進んだ。

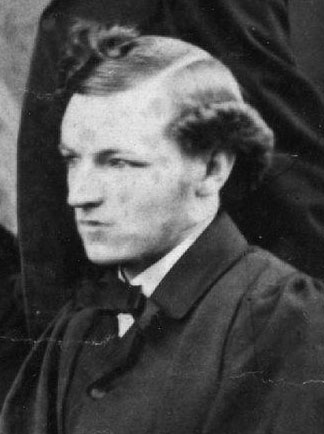
金子堅太郎に条約改正に関するさまざまなアドバイスを与えたトーマス・アースキン・ホランド（1860年の写真）

ところで、このころ欧米諸国を歴訪した金子堅太郎は、1889年11月、ウィーンで会った法学者ローレンツ・フォン・シュタインから、日本で発布された憲法の「周緻精確なること」はヨーロッパ諸国の憲法より格段に優れていると評され、フランスの元老院議長秘書ルボンからも「日本憲法は精巧なる編纂なり」と称賛されており、全体的に日本の法制に対して好意的な評価を受けている。イギリスでは、オックスフォード大学教授のトーマス・アースキン・ホランドが、従来、イギリス人がアジア・アフリカの人びととの結婚は無効判決が下されていたものの、この年2月にはロンドンで日本在留英国人と日本婦人との結婚を許可する判決が下された件を例示し、イギリスの対日感情は他の東洋諸国と比較して「明らかに異なっている」と評している。いずれも、すでに憲法を制定し、文明開化に努力している日本が欧米諸国より高評価を得つつあることをあらわしたものであり、条約改正の好機であることのサインと見なされた（金子堅太郎の活動については後述「金子堅太郎と国際公法会」節参照）。
条約改正交渉は最大の難関とみられたイギリスから開始されたが、予期に反してイギリスの対日外交が軟化を示し、1890年7月中旬、日本側の新提案に対応した条約案を提示した。伊藤博文の「条約改正意見」（『伊藤博文秘録』収載）には「多年我ニ信ヲ置カザリシ英国モ、近時ニ至リヤヤ我ノ国論ヲ是認セントスルニ意向ヲ明言スルニ至リ」の文言があり、交渉は急速に進展するかにみえた。
1891年（明治24年）に入ると1月22日には元田永孚、2月18日には三条実美が相次いで死去し、宮中派の影響力はしだいに弱まっていった。こうして、政府がいよいよ国会と対峙しようという時期に、期せずして、内閣を中心とする統治の求心力が制度的にも高まっていたのである。1891年4月には、イギリス案に対する日本側の対案が閣議で決定された。

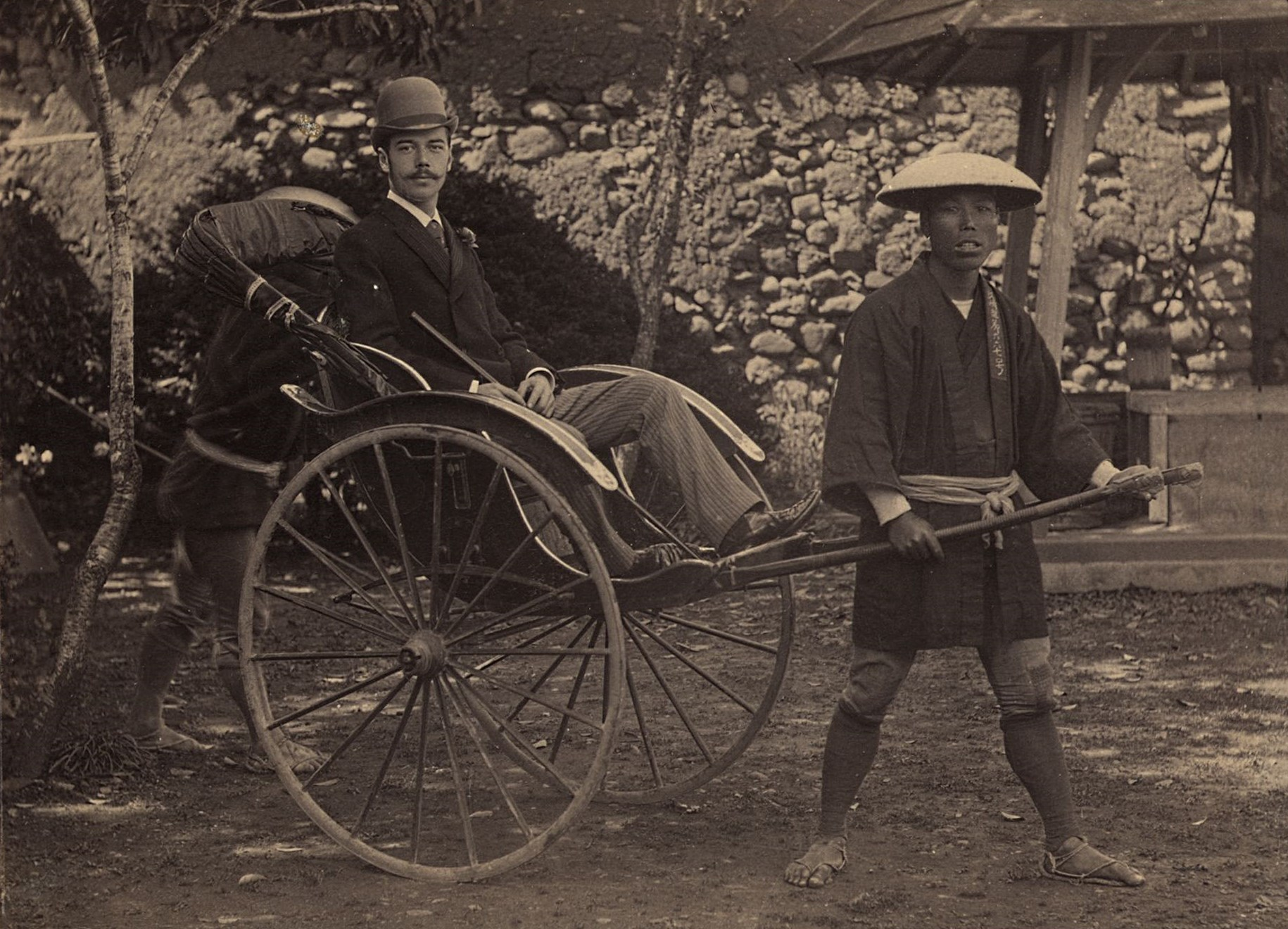
1891年に来日したロシアのニコライ皇太子（上野彦馬が長崎で撮影）

しかし、1891年（明治24年）5月6日成立の第1次松方内閣で青木が外相に留任した矢先の5月11日、シベリア鉄道の起工式に出席する途中来日したロシア皇太子ニコライ（のちの皇帝ニコライ2世）が琵琶湖遊覧を終えたとき、滋賀県大津において、警備中の巡査津田三蔵に斬りつけられて軽傷を負うという大津事件が起こった。起工式は6月にウラジオストクでおこなわれる予定であった。
ニコライが京都で加療することになったとき、即日松方内閣は御前会議を開き、痛惜の念を表明する勅語を発し、医師団を急行させた。青木外相、西郷内相、翌日には天皇自ら開通間もない東海道線を用いて京都へ赴き、親しく皇太子を見舞った。
日本政府は日露関係の悪化を憂慮して大審院特別法廷を開かせ、皇族に関する刑法（大逆罪）を準用して犯人を死刑にするよう干渉した。このとき、政府だけではなく最も多くの人びとが首肯したのは、津田三蔵を死罪にすべきという意見であり、現行法で死刑にできないのであれば緊急勅令で処刑すればよいというものであった。明治天皇は5月19日、神戸に停泊中のロシア軍艦に出向き、乗艦して再度病床のロシア皇太子を見舞った。事の重大さに対しては、当時の国民も敏感に反応した。ニコライに宛てて国内から1万通におよぶ見舞い状が届き、山形県最上郡金山村（現金山町）では「三蔵」の名をつけることを禁ずる条例ができたほどで、また、皇太子に申し訳ないとして5月20日京都府庁門前で切腹した畠山勇子のような女性もいた。
これに対し、大審院長児島惟謙は政府の干渉を退け、津田を無期徒刑に処して、近代的法治国家における司法権の独立を護った。これは英米などからは高く評価されたものの、事件前、在日ロシア公使のシェービッチに対して、万一のことが起こった場合は皇室に関する刑法の準用を約束していた青木外相は、その責任をとって5月29日に辞任し、条約改正交渉はまたもや中断を余儀なくされた。

### 榎本武揚外相と法典論争

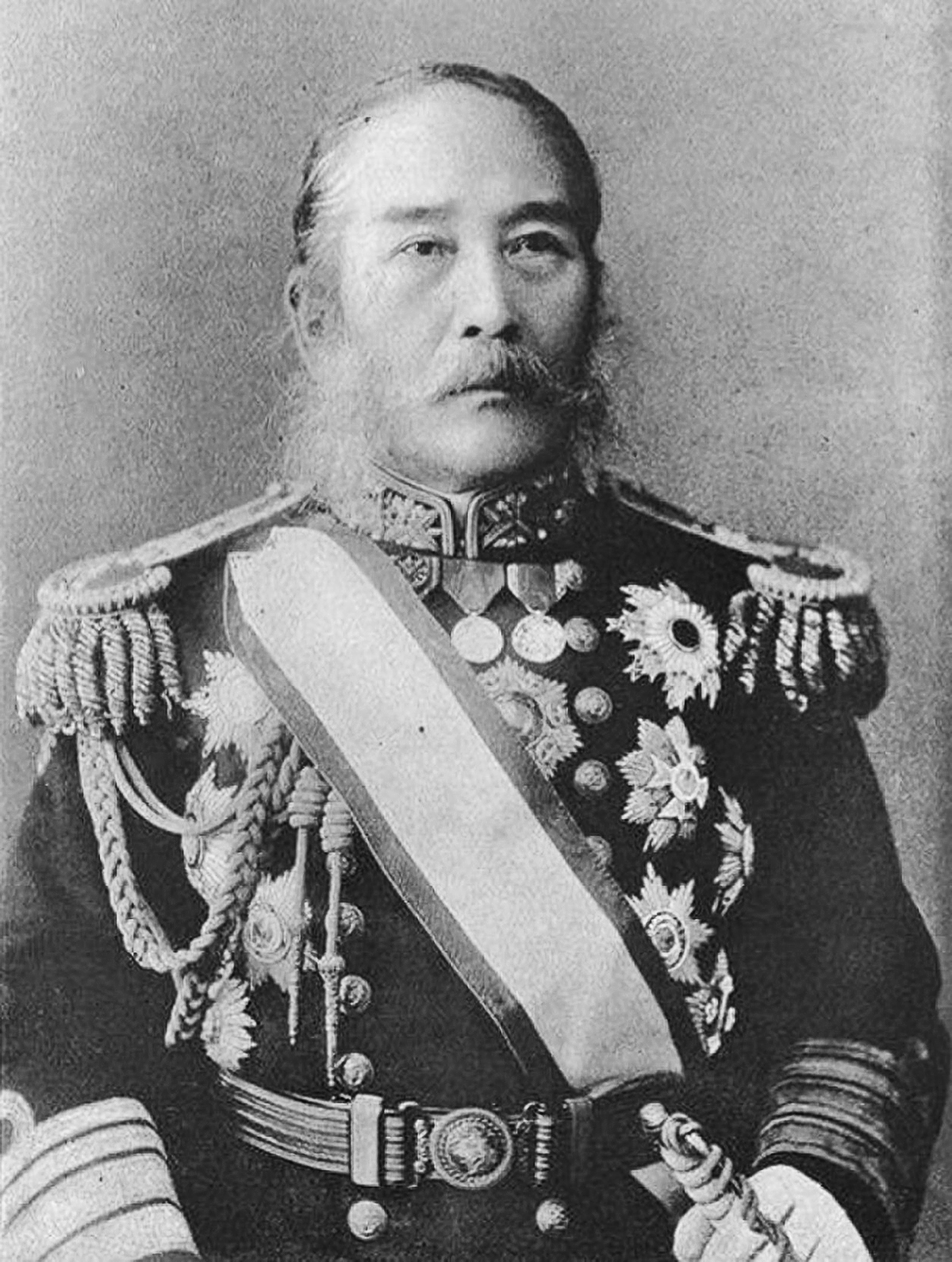
青木周蔵の後任外相となった榎本武揚

青木の辞任後、第1次松方内閣の外相となったのは、かつて特命全権大使として樺太千島交換条約（1875年）の締結に尽力した榎本武揚であった。榎本は、青木改正案を高く評価して、ほぼ同様の手法で列国と交渉、条約廃棄さえ選択肢に含めて交渉に臨んだ。1892年（明治25年）にはポルトガルとの間で、領事裁判権撤廃にこぎつけている。
榎本外相は、「条約改正断案」において、青木の改正案をイギリスが大部分承諾した原因としてロシアのシベリア鉄道起工がイギリスの東アジアにおける特権を奪う利器になりうることに求めており、外務省顧問のデニソンも榎本の意見を支持してイギリスとの条約改正の好機であると進言した。
しかし、この年の5月2日に開催された第3議会は、榎本の猛反対にもかかわらず、貴族院・衆議院とも商法・民法など諸法典の実施延期を可決した（→ 「法典論争」 参照）。この議会においては、むしろ条約改正交渉を後回しにしてもよいから、まずは重要法案の根本的な修正が必要であるとの意見が多数を占めた。そして、日本の伝統を重視する保守派のみならず、進歩的な英米法系、また、大陸法の中でもドイツ法系の学者なども巻き込んで一時は政治対立の様相をみせるほど論議は白熱した。
また、この年の2月におこなわれた第2回衆議院議員総選挙では、品川弥二郎内務大臣の指示による流血の選挙干渉がなされ、3月、品川は責任をとって辞任した。総選挙は、政府側の干渉があったにもかかわらず民党が多数を占め、第3議会では選挙干渉問責がなされた。
第3議会は1892年6月15日に閉会、松方首相はいったん辞意を表明したが政治の混乱を閣僚の更迭によって図ろうとしたため、それによりかえって政局は紛糾し、8月8日、松方内閣は時局収拾の力なしとして総辞職した。

### 金子堅太郎と国際公法会
条約改正に際しては、外交担当者のみならず金子堅太郎の活躍も見逃せない。
前掲した英オックスフォード大学教授のホランドは訪英中の金子に対し、
1. 不平等条約の締結から今日にいたるまでの日本外交の歩みや国際法上の関係などを詳述した歴史書を出版すること。
2. 日本は何をもって不平等・不利益としているかを新聞や雑誌に掲載するため欧米各国のマスメディアに通信し、当該問題に関する論説を掲載させるよう働きかけること。
3. 日本政府はイギリスの国会議員と連携し、イギリス議会において政府に対して、日英間の諸条約から生ずる両国の不利益や日本人の条約改正への努力などを質問させるなど、絶えずイギリス政府とイギリス国民にこの問題への注意を喚起させること。
4. 欧米において国際公法学者が設立した国際公法会に、日本人も入会して会員となり、日本の公法上の関係や将来の方針などを記した冊子を発行し、その実際について報告すること。

など、条約改正を実現するための詳細なアドバイスを与えた。

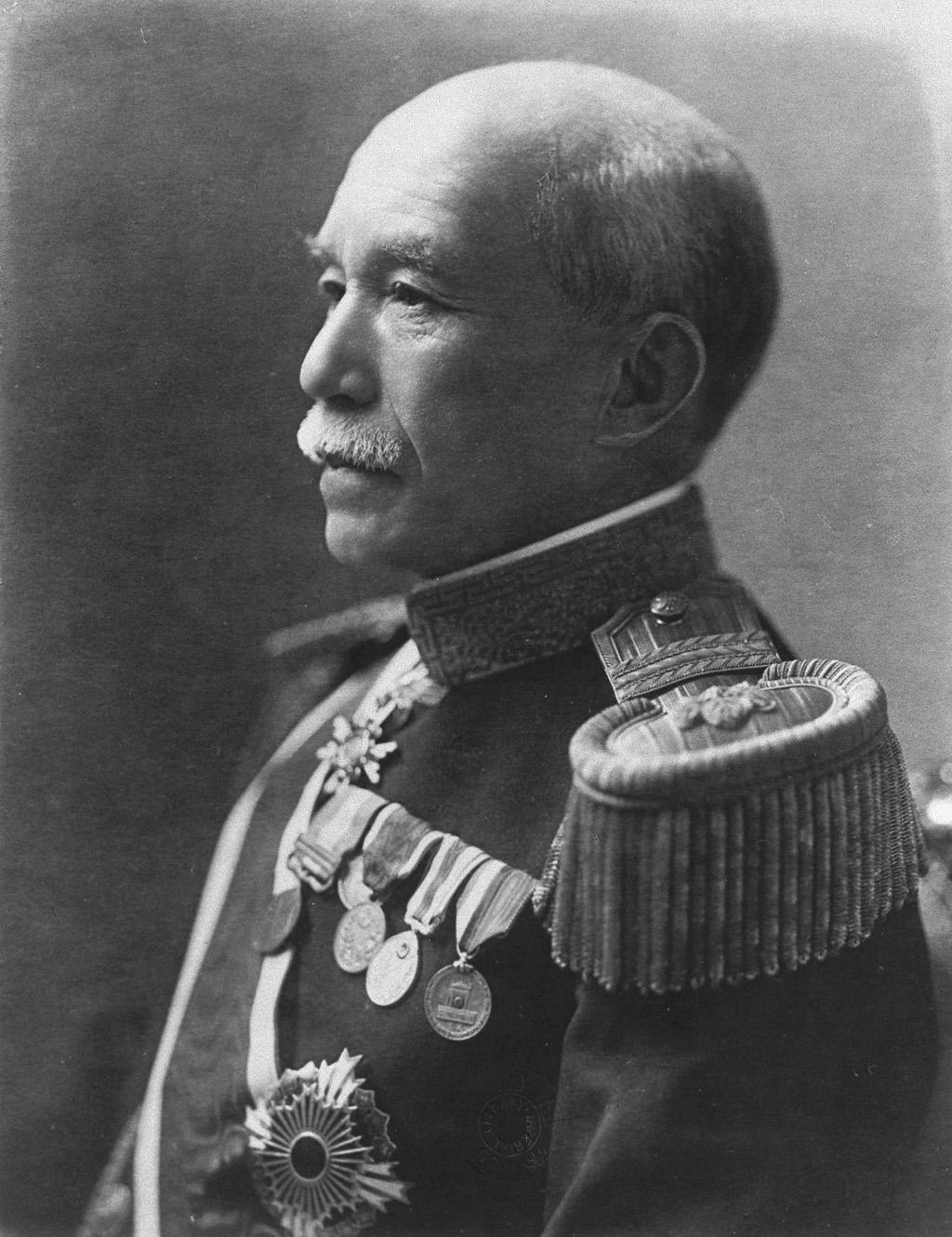
日露戦争では日本の広報活動を担当した金子堅太郎

金子堅太郎はホランドの提言に従い国際公法会に入会を申し込み、1891年（明治24年）9月に準会員に認められ、アジア人として初の入会者となった。金子はまた、同年12月にホランドより、翌年開催される総会に出席して日本の各種法典ならびに欧米列強との条約文集を国際公法会に寄贈し、さらに第12問題委員会（非キリスト教国の司法制度が欧米の制度とどれだけ近づいているかを調べる委員会）の委員となることを申し入れるようアドバイスした書簡を受け取った。金子は、松方首相、榎本外相、田中不二麿法相、伊藤枢密院議長および井上馨に対し国際公法会への参加許可を内申、1892年（明治25年）6月の閣議で承認された。閣議承認の翌日、明治天皇はこれに関心をもち、侍従長を通じて国際公法会の概要と金子の出席理由などを下問した。金子の詳細な報告書を受けた天皇は金1,000円を下賜した。
1892年（明治25年）9月、金子はスイスのジュネーヴで開かれた国際公法会に出席、会頭は9日の会議で金子に意見を述べることを許可した。金子は憲法以下の諸法典や統計を提出し、日本の制度に関する調査に着手して会の意見を公表することを希望する旨の演説をおこなった。午後の会でホランドが日本の調査を直ちに始めるよう提案、その結果、全会一致で他の東洋諸国の司法制度とは切り離して日本の制度の調査の特別委員会を設けることが議決された。
1892年11月、金子は帰国し、明治天皇の拝謁を賜った。金子はまた、伊藤首相への報告書を作成して種々の機会で成果を発表した。報告のなかで金子は、日本政府の採用する法治主義への国際的な信頼を高めるため、欧文の議院年報などを刊行して各国外交官へ贈与し、欧文の憲法・諸法典の各国政府・政府機関への寄贈、著名な学者の招聘および彼らによる調査報告書の出版、日本公使の精選、欧米のメディアへの広報、日本公使による対議員工作の実施などを提言している。

### 陸奥宗光と日英通商航海条約の調印
1892年（明治25年）8月に成立した第2次伊藤内閣は、別名「元勲内閣」と呼ばれ、山縣・黒田・井上・大山ら元老が揃って入閣した実力派内閣であった。伊藤首相は、外務大臣にかつてメキシコとの間に対等条約を結んだ実績を持つ前農商務大臣の陸奥宗光を迎えた。翌1893年1月ハワイ王国では親米派によるハワイ事変が起こり、王党派は日本の援助を求め、駐日ハワイ公使が日布修好通商条約の対等化を申し出た。政府はハワイ公使の申し出を受け入れ、両国は同年4月に改正条約を締結した。これは、日本にとってメキシコに次いで2つ目の対等条約となった 。なお、この頃、伊藤博文が条約改正交渉を再開するにあたって起案した上奏文には、西洋文明を受容し欧米列強の仲間入りを果たすことこそが国家レベルにおける「独立不羈」の中身であって、不平等条約中の治外法権条項を撤去することがその条件であるという認識が示されている 。

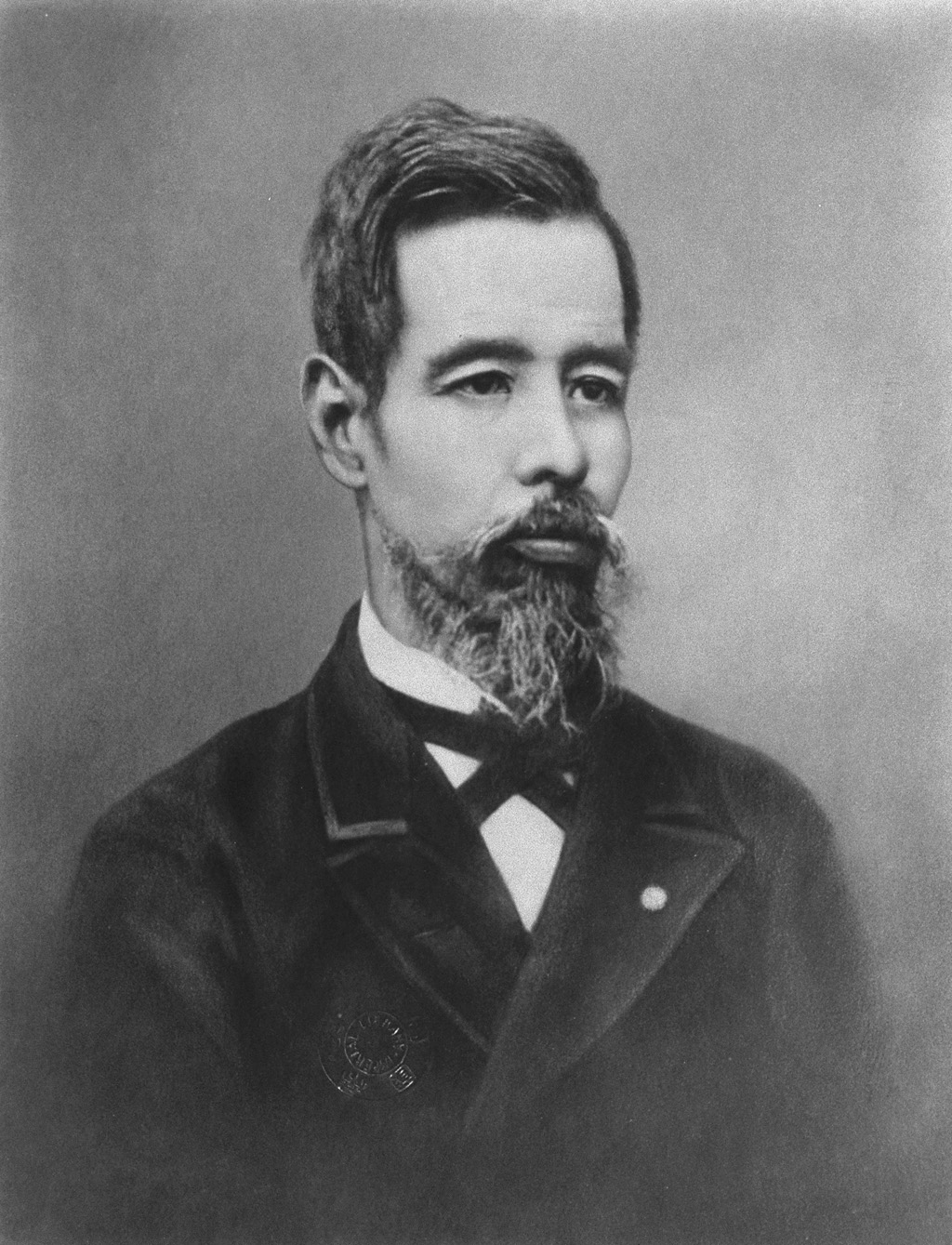
第2次伊藤内閣の外相陸奥宗光

陸奥外相は、1893年（明治26年）7月5日の閣議に条約改正案を提出し、同19日に明治天皇の裁可を得た。その内容は、陸奥自身によれば「全く明治十三年我政府提案以来の系統を一変し、純然たる互相均一の基礎を以て成りたる対等条約」であり、1883年（明治16年）の英伊通商航海条約を範としたものであった。その改正案は、
1. 条約実施期を調印後5年とし、その間に重要諸法典を公布施行せしむること。
2. 諸条約国との一般的協定税率を排斥し、英・米・仏・独4か国からの重要な輸入品58品目について4か国だけと協定すること。
3. 内地開放後、旧居留地の外ばかりではなく旧居留地内においても外国人による土地所有を許可しないこと。

を主たる特徴としていた。
交渉方針としては、大隈・青木と同様、国別談判方式を採用し、日本と最も利害関係の深いイギリスから交渉を開始した。陸奥は、駐独公使に転任した青木周蔵元外相を条約改正委員に任じて駐英公使をも兼務させ、交渉の任にあたらせた 。青木は、イギリス外務省との交渉で、自身が外相として交渉に当たっていた際にイギリスとのあいだで合意の得られなかった3点について、
1. 欧米流の法典実施の担保として政府が約束する公文書発行については、従来は立法権の制約にあたるので反対してきたが、この際「我政府は難きを忍んで」公文書を発行する。
2. 新条約発効以前に外国人居留地の土地所有権を認めることはできないが、現在居留地で保有するところの永代借地権は「無期限に安堵」する。
3. 旅券の期限は1年間に延長する。

との妥協点を示した。これはイギリス側を満足させるものであった。
しかし、陸奥が全面対等主義に基づいて交渉にあたろうとしていたとき、世論より現行条約励行運動が提起された。徳富蘇峰主筆『国民之友』は、1893年（明治26年）5月23日号において、日本人が真の平等を勝ち取るためには国民的な運動によって現行条約を「正当」に励行しなければならないと主張し、さらに、現行条約の励行が外国人にとっても不合理であることを悟らせ、外国の側から条約改正を求められてこそ対等条約が実現するであろうと論じたのである。これは、この年の2月15日に自由党が提出した条約改正上奏案が衆議院秘密会で審議され、内地雑居の是非が審議された結果、135対121で上奏案が可決採決されたことに対する「内地雑居尚早派」側の危機感を背景としていた。

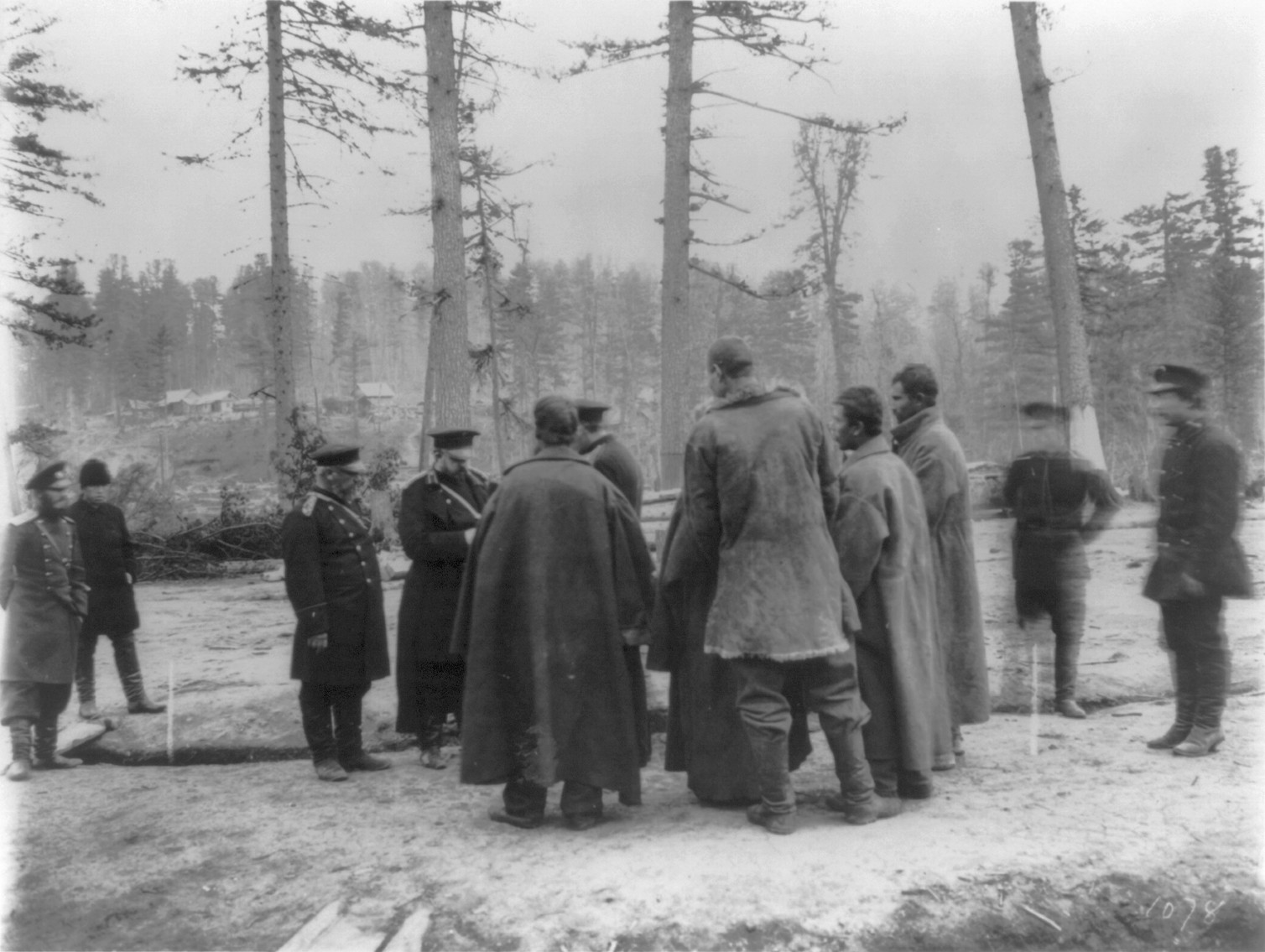
1891年に着工したシベリア鉄道（ウスリー川付近での建設の様子。1895年）

1893年10月に結成された大日本協会は、内地雑居時期尚早論を唱えて政府の条約改正案に反対していたが、これは、大井憲太郎らの東洋自由党、神鞭知常らの政務調査会、楠本正隆らの同盟倶楽部、吏党の国民協会に加えて曾我祐準・鳥尾小弥太ら貴族院議員も参加した超党派の政治結社であった。
第5議会の開会に先だって、国民協会・立憲改進党・同盟倶楽部・政務調査会・同志倶楽部・東洋自由党より成る対外硬六派が形成された。対外強硬論はもとより国権論的な主張と軌を一にしたものに他ならず、今度は条約改正に伴って外国人の内地雑居を認めるかどうかという問題となり、排外主義的な一面を有する。明治20年代の後半になると、居留地外でも外国人の活動は緩和されてきていたが、それをもう一度厳しくして不便な思いをさせよという趣旨であった。伊藤内閣との提携を模索する星亨らの自由党は、党大会で「条約改正を実行せしむる事」などを決議し、この大同団結には加わらなかった。
国民協会は、1892年に西郷従道前海相や品川弥二郎前内相が下野し、西郷が会頭、品川が副会頭となって組織された政治団体であった。自由党の準与党のようになっていた立憲改進党は少数派となったため、従来の外交政策を転換して国民協会と一緒になって現行条約励行論を唱えた。条約改正を巡って新たな争点が生まれ、自由党の伊藤内閣への接近、伊藤内閣の国民協会敵視の姿勢などが硬六派の結束を促し、対外硬六派は陸奥と星を主敵として、伊藤内閣と自由党に対して対決姿勢を採った。
1893年11月28日、第5議会が開かれると、硬六派は星議長の不信任決議案、星議員の除名案、官紀振粛上奏案を連続可決させた。12月19日、対外硬の六派は衆議院において「条約励行建議案」を上程し、併せて「外国条約執行障害者処罰法案」と「外国条約取締法案」という2つの附属法案を同時提出した。政府はこうした議会の動きに対し、10日間の停会を奏請した。なお、「条約励行建議案」上程に前後して、イギリス公使館付の牧師ショウが日本人に殴打されるという事件が起こり、イギリスは改正交渉の中止を通知するに至っている。
12月29日、停会明けの衆議院において陸奥は、「歴史的大演説」と称される演説を行った。それは、日本が明治維新以来開国主義を国是とし、開化・進歩してきた歩みを振り返り、「忍耐力があって進取の気性に富んだ国民だけが気宇壮大な外交方針を大胆に採用できる」と主張したものであり、暗に他のアジア諸国の事例を持ち出し、「排外主義的感情論から些事で虚勢を張って外国と紛糾し、結果として国辱を受けることもある」と説いて、「帝国議会が条約励行論のごとき鎖国攘夷の建議案を持ち出して条約改正に支障をあたえることは許されざることである」と強く非難して議会に反省を求めた。
しかし、議会は上程案撤回の意志を示さなかったので、政府は翌30日衆議院を解散するという強硬手段に出た。第3回衆議院議員総選挙は翌1894年（明治27年）3月1日に実施され、政府を支持する自由党が81名から119名に躍進して対外硬派は全体では議席を減らしたものの、自由党は過半数を獲得することができなかった。伊藤は天皇に対し、この選挙に際して政府は第2回総選挙のようにならぬよう、決して選挙に干渉せず、ただ政党の軋轢が国民に災禍を及ぼさぬよう法律を定めてこれを防止するに止めることを説明した。ただし、政府は議会解散直前に大日本協会の解散を命じ、建議案提出の硬六派の説明を聞かないまま衆議院を解散した経緯があり、これは条約改正促進のための対外的な効果を狙ったものではあったが、国内的には貴族院において近衛篤麿ら反伊藤勢力が台頭して硬六派に加勢し、それまで不倶戴天の敵であった貴族院・衆議院が連繋したため、政府は再び苦境に立たされた。
同年5月15日、第6議会が開会された。5月17日には硬六派が第5議会解散責任の追及、現行条約励行の要求、千島艦事件の追及を骨子とする上奏案を衆議院に提出したが、自由党の反対により144対149の僅差で否決された。その後議会は紛糾したが、政府は6月2日には第6議会も解散して条約改正の実現に並々ならぬ強い決意をもって臨んでいることを内外に示し、併せて朝鮮半島への日本軍の派遣を決定した。なお、これに先だつ陸奥外相が青木駐英公使に宛てた同年3月27日付の私信には、反政府運動の高揚によって苦境に立たされた政府が人心を回復するには「人目ヲ驚カス事業」が必要だと記されていたが、「人目ヲ驚カス事業」とは、具体的にはこの朝鮮への派兵のことであり、後に「陸奥外交」といわれる川上操六参謀次長との連携しての開戦外交であった。陸奥は『蹇蹇録』第9章で、次のように述べる。

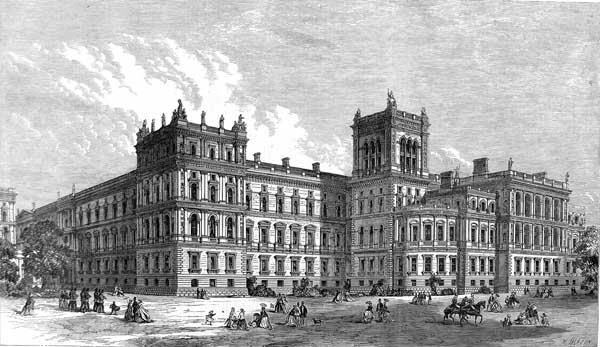
19世紀後半のイギリス外務省（1866年）

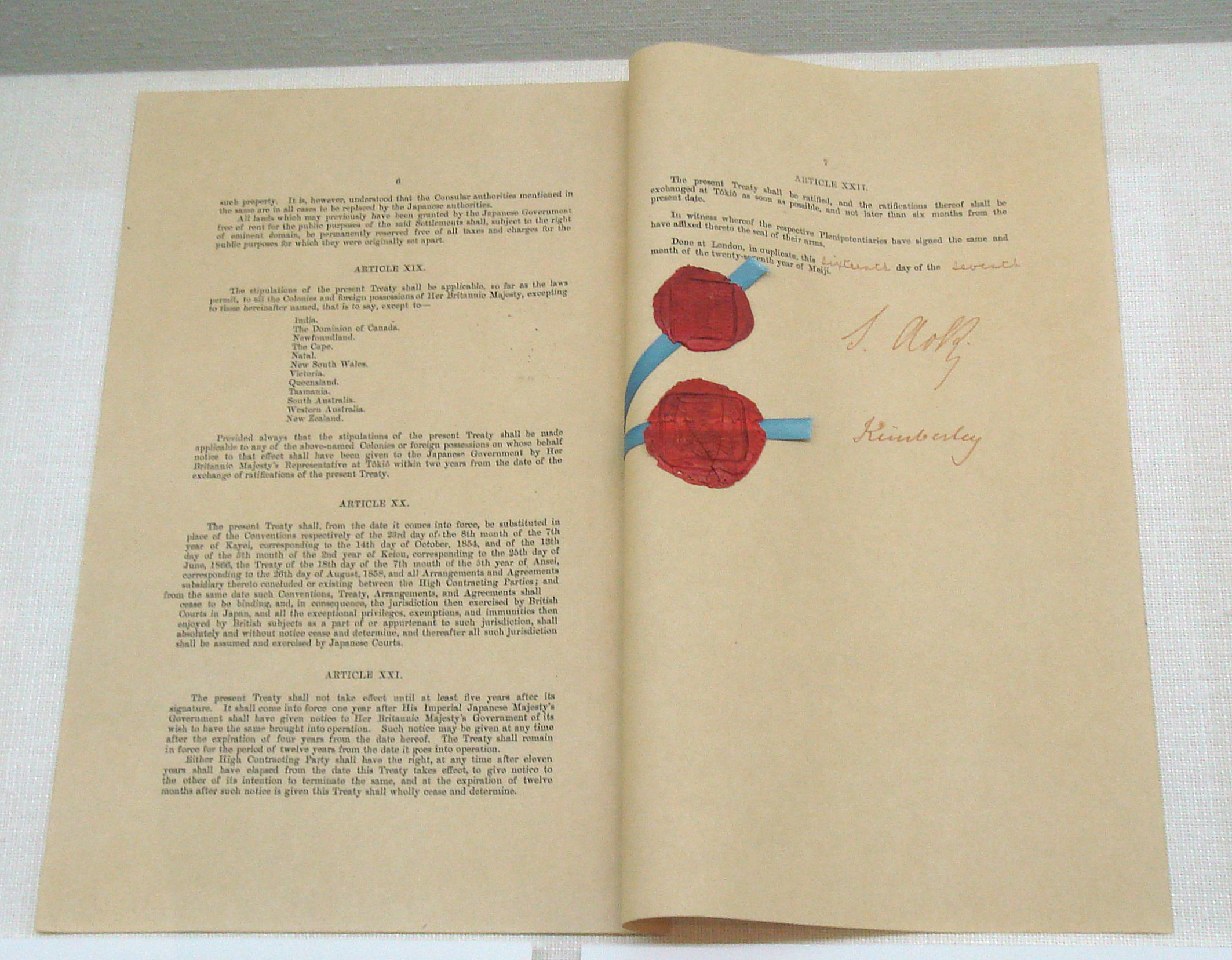
1894年7月16日調印の日英通商航海条約

イギリスとの交渉は、青木公使とベイテイ外務次官との間で1894年4月2日に再開された。居留地における土地所有権、新条約発効期日、関税協定などに関しては交渉が難航した。また、イギリス側は、日本がロシアやフランスと接近しているのではないかとの疑惑を抱き、新たに利権の獲得などを求めた一時期もあったが、日本側は内地開放こそが最大かつ唯一の譲歩であると反論した。また、新条約実施まで認められる英国船の港間貿易に函館港を加えるよう求めたが、日本側は入港実績のない港を港間貿易に加えるわけにはいかないと反論した。函館は、外国船の入港実績がせいぜい年に2、3回程度であったので、日本にとってはここを開港場として諸施設を営む煩瑣さに耐えられなかったために反対したのであったが、イギリスはここをシベリア鉄道開通後の極東において必要の際はロシアと対抗する基地に利用しようと考えて開港間貿易場とすることを主張したのであった。緊迫する極東情勢を背景にしたイギリス側の提案であったため、ついに陸奥は決断し、6月21日、改正後も函館の開港間貿易を許してもよいとする訓令を青木に発した。青木は陸奥の指示により、永代借地権は最大限尊重することを条約の中で明記し、不公表とはするものの、国内諸法典が発効するまでは条約は効力を発しないとの意志を伝えた。
かくして日英通商航海条約が1894年7月16日、ロンドンのイギリス外務省において青木公使とイギリス外相キンバーリー伯両全権との間で調印された。日清戦争の開戦（宣戦布告は8月1日）の約半月前のことであった。日英新条約調印の電報を受けとるや、陸奥はすぐさま斎戒沐浴して皇居に向かい、その旨明治天皇に報告した。また、イギリス外相に感謝の意を伝えるよう、ロンドンに打電している。

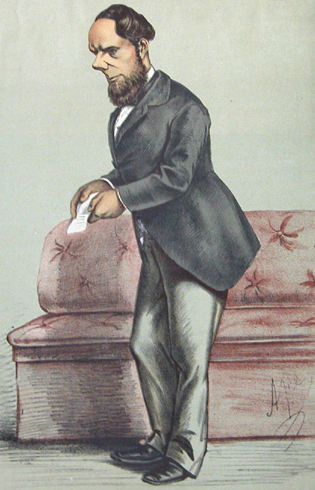
日英通商航海条約締結当時のイギリス外相初代キンバーリー伯爵ジョン・ウォードハウス（en）

調印の際キンバーリー伯は、「日英間に対等条約が成立したことは、日本の国際的地位を向上させる上で清国の何万の軍を撃破したことよりも重大なことだろう」と語っている。
その後の日本政府は、新条約調印直後の7月19日から日清開戦を目標にした作戦行動を開始し、20日には朝鮮政府に対して、清国を宗主国と仰ぎ、その保護を受ける宗属関係の破棄などを求める最後通牒をつきつけ、23日には朝鮮王宮を占領、25日、仁川南西方の豊島沖合いで清国艦隊を攻撃（豊島沖海戦）、29日には忠清道天安市天安郡で最初の陸上戦を戦った（成歓の戦い）。
政府は8月25日東京で日英新条約の批准書を交換し、27日公布した。続いて各国（条約国15か国）とも同様の条約を調印した。日英新条約を間髪入れずに公布したのは、もはや既成事実であるとして議会からの介入の余地を与えないためであった。

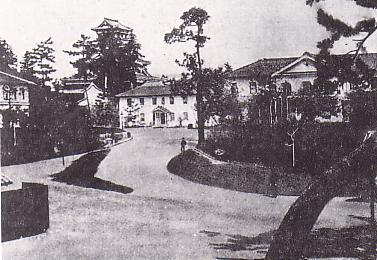
広島大本営

公布直後の8月28日付『時事新報』では、福澤諭吉が「純然たる対等条約、独立国の面目、利益に一毫も損する所なきもなれば今回の改正こそは国民年来の希望を達したるものとして、国家のために祝せざるを得ず」との社説を掲げ、日英新条約に讃辞を送り、井上・大隈改正案より格段に優れていると評価しながらも、彼らの努力があったればこその新条約であるとして交渉担当者の今までの労苦を労っている。8月29日の『東京朝日新聞』社説でも伊藤内閣が絶賛され、9月1日付『東京経済雑誌』も条約改正を手放しで喜んだ。10月18日、大本営の置かれた広島で開催された第7臨時議会では、各派各党とも政府に協力し挙国一致の体制となり、新条約に関する追及や批判はほとんどなかった。
なお、この条約の成立によって日本陸軍はイギリスの日本接近を確認したので、日清戦争の開戦を決意したといわれている。日本が後顧の憂いなく戦争に突入することができたのは条約改正のおかげだったのである。清国に対しては、1895年（明治28年）の下関条約と1896年（明治29年）の日清通商航海条約で清にとって不平等な内容の条項が盛られた。一方で日英の親密な関係は北清事変後の1902年（明治35年）に結ばれた日英同盟への布石となった。
1894年に結ばれた新条約の発効は1899年からとし、5年の準備期間の間に日本は法制を整備し、内外雑居の用意をすることとなった。1896年（明治29年）11月12日、改正条約発効の準備のために改正条約施行準備委員会が発足した。委員長は樺山資紀内相、副委員長は枢密顧問官田中不二麿であり、委員には小村壽太郎、金子堅太郎、目賀田種太郎をはじめとする各省局長・次官クラスの官僚その他計22名が任命された。
日英通商航海条約により、日本は領事裁判権の完全撤廃を成し遂げ、治外法権の束縛から解き放たれることとなり、互いに内地を開放しあって、居住・交通・所有・経済活動を認めあい、また、最恵国約款は相互的となって、日本はアジアで最初の欧米諸国と法権上の対等国となった。税権は、一律5パーセントの関税率が15パーセントに引きあげられたものの、従来の一般的協定税率を廃し、特定重要輸入品38品目についてのみ協定税率を残すこととなった。特定重要輸入品は品目数こそ少ないが、輸入額中の比率が全体の3分の2以上を占めたため、新しく結ばれた片務的な関税協定によってむしろ大幅な制限を受けることとなった。ただし、新条約によればその有効期間は12年間で、11年を経過すれば廃棄通告を行うことができ、その1年後には自然に消滅させることができる規定となっていた。
改正条約の発効は1899年（明治32年）7月17日（ただしフランスとオーストリアは同年8月4日）からであり、これにより外国人居留地が廃止され内地雑居が実施された。時の内閣は第2次山縣内閣、外務大臣は青木周蔵であった。

### 小村壽太郎と税権の回復

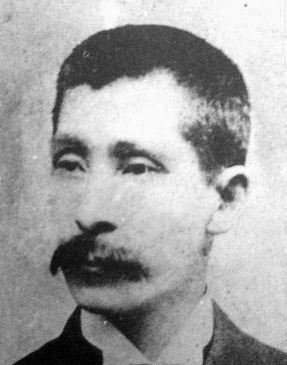
第2次桂内閣の外務大臣小村壽太郎

関税自主権の回復も含めた条約改正が完全に達成されるのは1904年（明治37年）に始まった日露戦争において日本が強国ロシアに勝利して国家の独立をより強固にし、1905年（明治38年）のポーツマス条約や満州善後条約などによって国際的地位が格段に高まった後のことである。日露戦争後、日本と列強の間に交換される外交官も公使から大使へと格上げされている。
1911年7月16日は英・独・伊など10カ国との、同年8月3日は仏・墺両国との通商航海条約満期日に当たっていた。1909年（明治42年）8月、第2次桂内閣は条約完全改正の方針を閣議決定し、翌1910年（明治43年）には外相小村壽太郎が条約の規定に従って、満期日の1年前に当たることからアメリカを含む13か国に廃棄通告を行った。国家主義者であった小村壽太郎は、欧化主義者の陸奥宗光に引き立てられた人物で、日清戦争前後には清国駐在公使として、いわゆる「陸奥外交」を支えた外交官であり、1902年（明治35年）には日英同盟の締結に尽力し、ポーツマス条約では外務大臣・全権大使としてロシア全権セルゲイ・ヴィッテとの間で難しい交渉を行ったことで知られる。
改正交渉は1910年1月にイギリスとの交渉が開始され、4月からはアメリカ合衆国との交渉が行われて列国との交渉が次々に始まった。日本における立憲政治の充実が海外にも知られ、日本の法体系への不信感も薄れていたので、列国との交渉は比較的順調に進行した。
陸奥宗光の手になる条約では、英独仏3国について、イギリスの綿織物・毛織物・鉄鋼その他鉄類、ドイツの染料・薬品、フランスの化粧品・ワインなどの重要輸入品に対しては従価1割程度の片務的な関税協定を許し、他の諸国は最恵国条款に基づいて均しくその利益を享受しえたのに対し、日本から主要3国への輸出品については単に最恵国待遇を受けるだけであった。小村外相はこうした片務的な協定税率の改正を目指したほか、今なお残る日本にとって不利な条項の一掃を図ったのである。

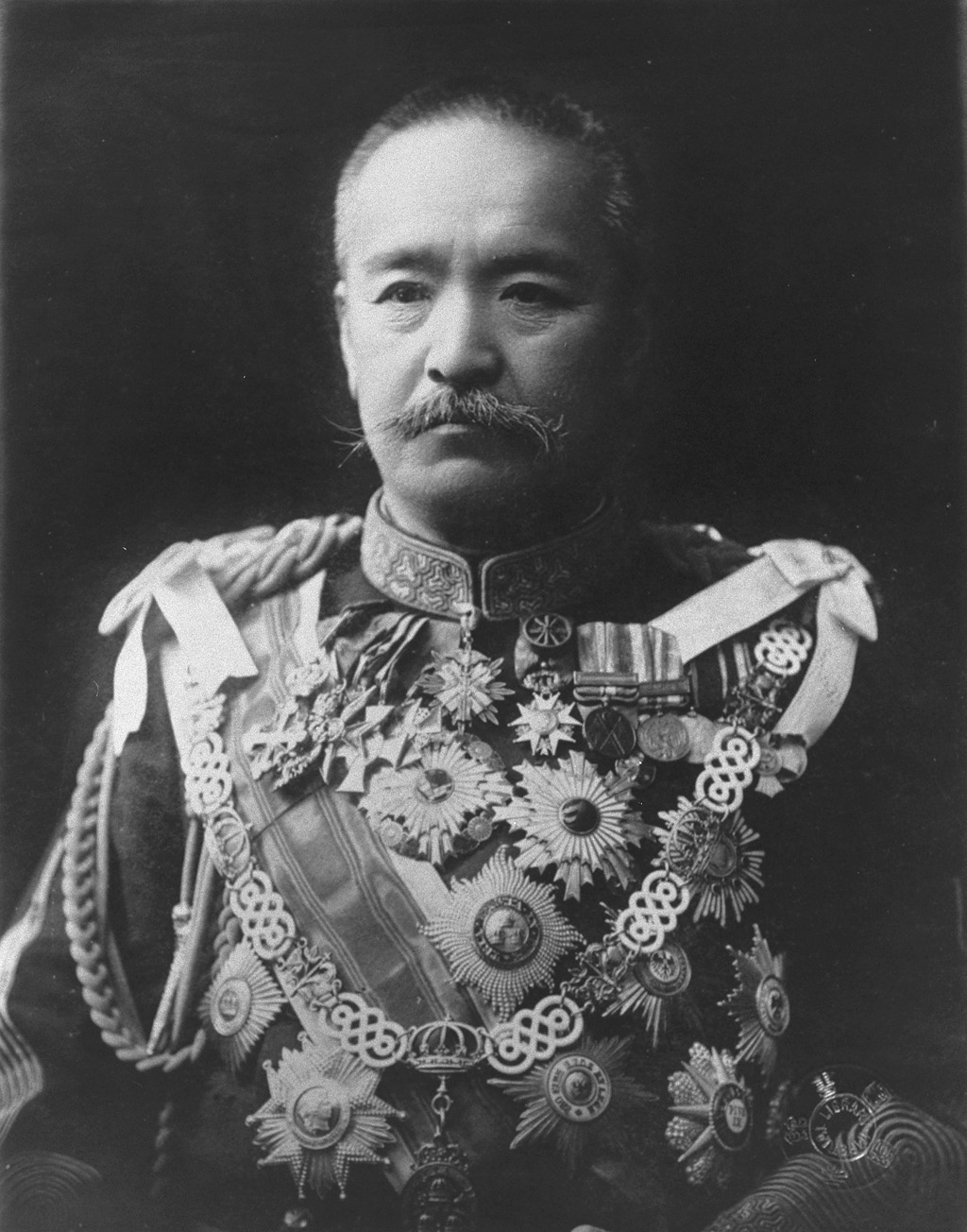
第11代・13代・15代内閣総理大臣桂太郎

小村によれば、条約改正は、列強と対等な地位にあって、もっぱら利益交換の趣旨に基づいて交渉を行い、最恵主義・互恵主義に立った条約の締結を目的としたものであり、首相桂太郎もまた、専任の大蔵大臣を置かず首相兼任として小村の条約改正を自ら全面的にバックアップした。イギリスとフランスは小村の方針に異議を唱え、日本国内の一部においても同盟国であるイギリスに対して厳しすぎるのではないかという意見もあった。

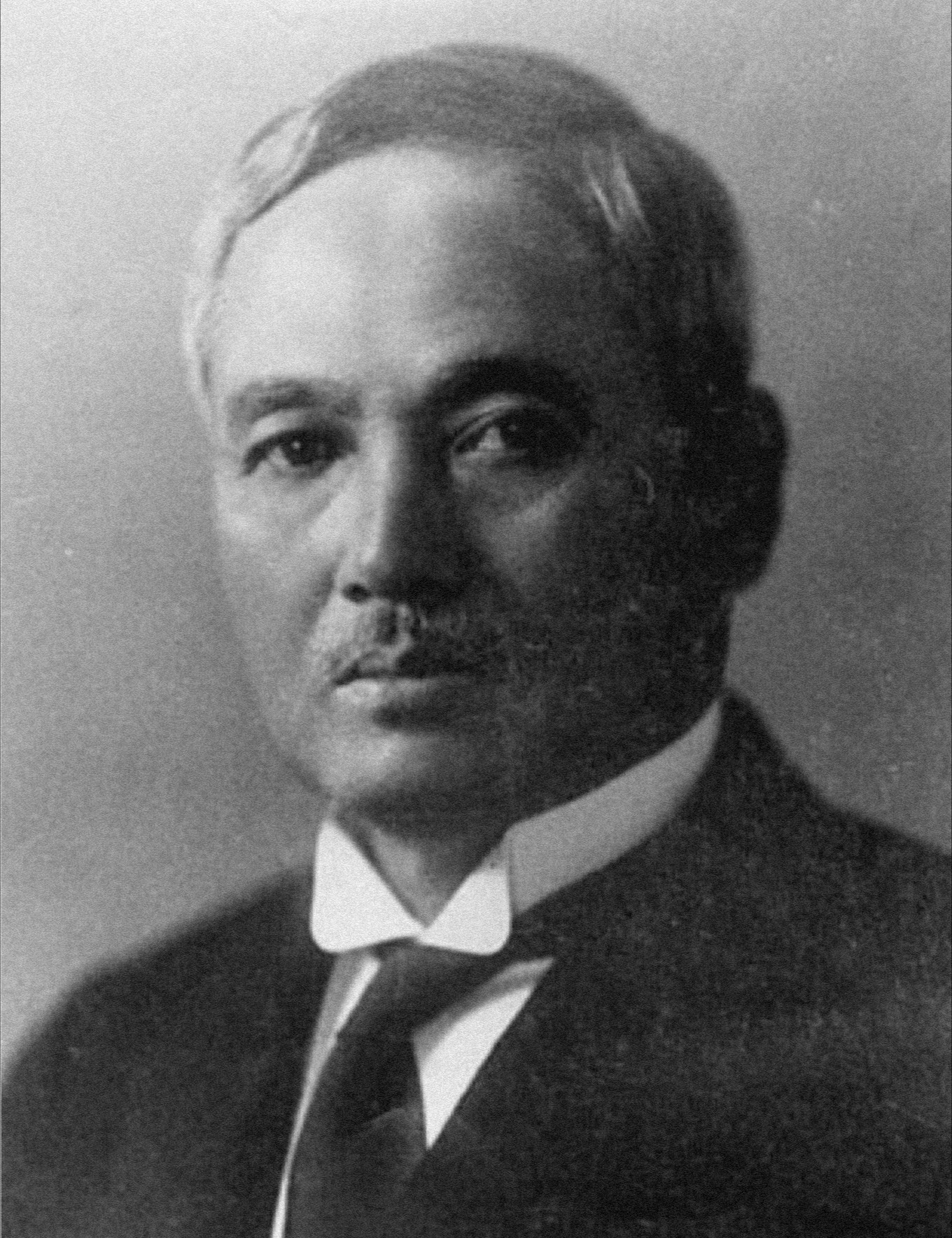
新日米通商航海条約の日本側全権であった駐米大使内田康哉

1911年（明治44年）2月21日、ワシントンD.C.において、駐米日本大使内田康哉とアメリカ合衆国国務長官フィランダー・C・ノックス（en）との間に、関税自主権回復を規定した改正条項を含む日米通商航海条約が調印され、4月4日に発効した。1894年に結ばれた旧通商航海条約では、アメリカ政府は日本移民の入国・旅行・居住について差別的な法律を定めることができるとされていたが、その規定は改正条約では撤廃された。ただし、改正条約調印に際して日本側は、アメリカに対し、日本人労働者のアメリカ移住について過去3年間実施してきた自主規制を今後も継続することを確約し、新条約にはその旨の覚書を添付している。
イギリスとは相互関税協定を結び、4月3日に外務大臣エドワード・グレーと加藤高明駐英日本大使との間で改正通商航海条約が結ばれ、7月17日に発効した。ドイツとは6月24日に日独通商航海条約を、フランスとは8月19日に日仏通商航海条約を調印したが、英・独・仏・伊との間には34品目において双務的な協定率を残すこととなった。
ともあれ、ここに日本は名実ともに独立国家となって列強と完全に対等な国際関係に入ることとなった。この時、マシュー・ペリーの黒船来航によって日本が開国してから、実に56年余の歳月が経過していた。

## 影響と歴史的意義
条約改正によって、日本は開国以来半世紀を経て、立憲制度と東アジア地域で最強となった軍事力を背景に、列強と対等の地位を得た。条約改正は、日本が欧米列強の支配する世界に編入された時から、政府にとっては悲願ともいうべき基本政策であった。

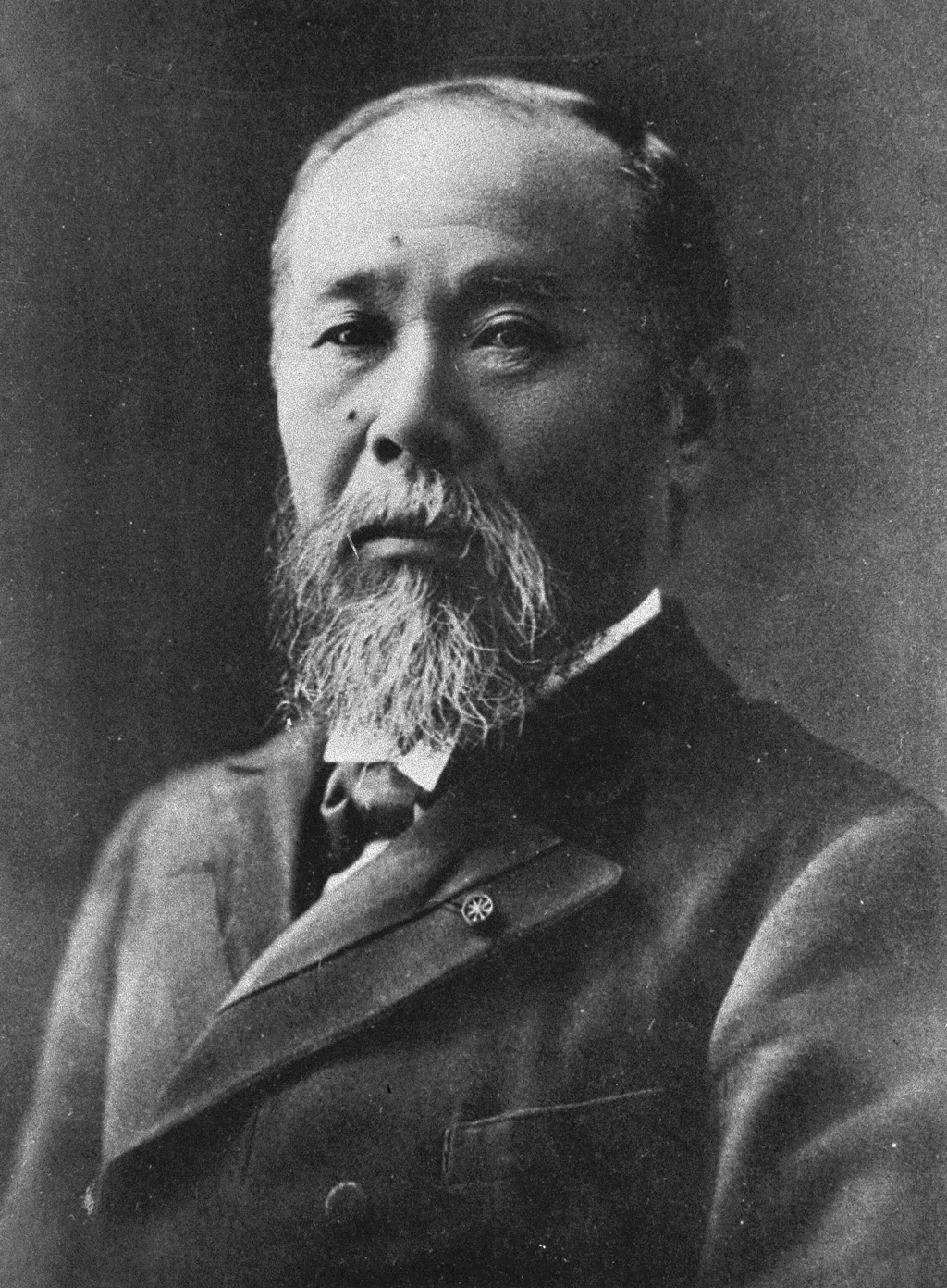
明治時代を代表する政治家伊藤博文

特に不平等条約中の治外法権条項は国家の独立を損なう大きな障害となっており、伊藤博文は、領事裁判権撤廃後の1899年（明治32年）5月の山口県下関市での講演において「いわゆる国権恢復とは即ち新たに国際上独立の地位を得ると云ふことである」と述べており、それ以前の日本は純粋な意味での独立国ではなかったとの認識を示している 。主権の一部である司法権が外国によって束縛された国家は、国家としての自己完結性を発揮することができない点で不全な国家であった。
それゆえ、明治政府にとって、すべての政策が条約改正のためという面を強く有していた。条約改正はまた、単に屈辱条約を撤廃しようというだけではなくて、日本の国力の基礎としての経済力の充実の問題と密接につながっていた。このように、条約改正事業は日本の近代化、国力の伸張の一側面としても理解されたため、国内治安の維持や法制改革も並行して推し進められたのであり、外交上の最優先課題とされたのであった。ここに、後にアジア主義へとつながっていく民間の理想主義に対して、明治政府首脳部が一貫して採った現実主義の外交姿勢が確認できる。
陸奥宗光によって法権を回復した日本は、小村壽太郎によって税権の束縛をも脱し、欧米諸国と完全に対等の関係を樹立しえたが、これは、非キリスト教国としては画期的な成果であったといえる。それを可能にしたのは、それぞれの外交担当者の粘り強い努力や極東を巡る国際情勢の変化はもとより、日本における民主主義の成長や資本主義の発展を基礎としていた。青木周蔵は、最初の対英覚書において、立憲制度と治外法権とは到底両立しうるものではないとの認識を示しており、榎本武揚も外相時代に立憲政体の下に治外法権の存在することは許さないとして、その決意を述べている。憲法発布後、枢密顧問官となっていた寺島宗則は、青木・榎本の言を引用して即時完全対等条約を主張し、伊藤博文もまた、国会開設後は国民の要求を満足させることのできない条約は結びえないと記している。ここにおいて日本が、いたずらに外国人への排斥的行動に出ることなく、一貫してあくまでも外交上合法的なかつ粘り強い交渉努力によって、劣悪な国際法上の地位を一歩一歩着実に向上させていったことの意味は見落とせない。
経済面では、1880年代末にはいわゆる「資本の原始的蓄積」を完了し、90年代には産業資本主義の基礎が確立して、少なくとも日本国内においては、欧米資本主義と対等に競争しうる環境が整っていた。このような眼前の事実が、国内の商工業者に内地開放に対しても自信を持たせ、それと引き替えに法権・税権を回復しようという要求、また、そうすることによって自国内市場を完全に確保しようという要求が起こった。このことについて、歴史学者の井上清は「日本人は近代民族として、政治的にも経済的にも、1890年代には、もはや不平等条約というかせをうち破らねばやまないまでに成長してきた」と表現している。
かくして条約改正は、国内的には、1899年に外国人に居住・旅行の自由と営業の自由とを認める「内地雑居」の状況を生み出した。ただし、日本国民と比較して極めて大きな経済力を持ち、習慣や思想を異にする外国人が日本人の間に入ってきて自由に生活し、生産活動や経済活動に従事することは、従来の日本社会に一大変革をもたらす大問題であり、いわば「第二の開国」と呼びうる衝撃であったことは確かである。この時期の労働問題はじめ社会・経済の問題を扱った著作としては横山源之助『内地雑居後之日本』が著名である。
課題として残されたのは、永代借地権であった。これは、日本人と同じ条件のもとで所有権を与えるよりも実は深刻な問題を残した。というのも、借地ないし地上の建物に対する、あるいはこれらを標準とする租税は国税・地方税問わず一切課税できなかったからである。こうした外国人保有地は、1903年（明治36年）段階で横浜、神戸、東京、大阪、長崎各市で総計48万8553坪におよんだ。永代借地権を完全に解消する協定が成立したのはようやく1937年（昭和12年）にいたってのことであり、それが実施に移されたのは、さらに5年後のことであった。
世界史的にみれば、日本と同様、列国と不平等条約を結んでいた中国（中華民国）がその束縛から解き放たれたのは1943年（昭和18年、民国32年）にいたってのことであった。蔣介石率いる中華民国では、穏健着実で現実路線を採りつづけた日本とは対照的に、政府みずから現行条約の非合法性を掲げて外国の諸権益の即時奪還を主張し、国権回復運動という民族主義的エネルギーを動員する急進的ないし理想主義的な方法が採られたのである。
そして、先進国と後進国との間で法的差別が完全に撤去されたのは、第二次世界大戦の終わった植民地解放後のことであった。